# Lista över stjärnor på Hollywood Walk of Fame
Detta är en lista över stjärnor på Hollywood Walk of Fame. Den 12 november 2016 fanns det 2 594 stjärnor placerade.[Uppdatering behövs] Namnen listas först när ceremonin för stjärnan har hållits, vilket vid flera tillfällen och av olika anledningar har ställts in innan själva prisceremonin har ägt rum. Listan är ordnad inom alfabetiskt ordning för efter- och förnamn och ska överensstämma med den officiella listan på Hollywood Walk of Fames officiella webbplats.
Listan uppdaterad 15 oktober 2015

## A
| Namn                         | Kategori                        | Adress                          |
| ---------------------------- | ------------------------------- | ------------------------------- |
| Bud Abbott                   | Radio                           | 6333 Hollywood Blvd.            |
| Bud Abbott                   | Film                            | 1611 Vine Street                |
| Bud Abbott                   | Television                      | 6740 Hollywood Blvd.            |
| Paula Abdul                  | Musik eller inspelning          | 7021 Hollywood Blvd.            |
| Harry Ackerman               | Television                      | 6661 Hollywood Blvd.            |
| Art Acord                    | Film                            | 1709 Vine Street                |
| Roy Acuff                    | Musik eller inspelning          | 1541 Vine Street                |
| Bryan Adams                  | Musik eller inspelning          | 6752 Hollywood Blvd.            |
| Renée Adorée                 | Film                            | 1601 Vine Street                |
| Lou Adler                    | Musik eller inspelning          | 6901 Hollywood Blvd.            |
| Stella Adler                 | Teater                          | 6777 Hollywood Blvd.            |
| Antonio Aguilar              | Musik eller inspelning          | 7060 Hollywood Blvd.            |
| Pepe Aguilar                 | Musik eller inspelning          | 7060 Hollywood Blvd.            |
| Christina Aguilera           | Musik eller inspelning          | 6901 Hollywood Blvd.            |
| Brian Aherne                 | Television                      | 1752 Vine Street                |
| Philip Ahn                   | Film                            | 6211 Hollywood Blvd.            |
| Alabama                      | Musik eller inspelning          | 7060 Hollywood Blvd.            |
| Licia Albanese               | Musik eller inspelning          | 6671 Hollywood Blvd.            |
| Eddie Albert                 | Television                      | 6441 Hollywood Blvd.            |
| Frank Albertson              | Film                            | 6754 Hollywood Blvd.            |
| Jack Albertson               | Television                      | 6253 Hollywood Blvd.            |
| Buzz Aldrin                  | Television                      | Hollywood & Vine                |
| Ben Alexander                | Television                      | 6433 Hollywood Blvd.            |
| Muhammad Ali                 | Teater                          | 6801 Hollywood Blvd.            |
| Debbie Allen                 | Television                      | 6908 Hollywood Blvd.            |
| Fred Allen                   | Radio                           | 6713 Hollywood Blvd.            |
| Fred Allen                   | Television                      | 7001 Hollywood Blvd.            |
| Gracie Allen                 | Television                      | 6672 Hollywood Blvd.            |
| Rex Allen                    | Film                            | 6821 Hollywood Blvd.            |
| Steve Allen                  | Television                      | 1720 Vine Street                |
| Steve Allen                  | Radio                           | 1537 Vine Street                |
| Tim Allen                    | Film                            | 6834 Hollywood Blvd.            |
| Kirstie Alley                | Film                            | 7000 Hollywood Blvd.            |
| Fran Allison                 | Television                      | 6757 Hollywood Blvd.            |
| June Allyson                 | Film                            | 1537 Vine Street                |
| Herb Alpert                  | Musik eller inspelning          | 6929 Hollywood Blvd.            |
| Don Alvarado                 | Film                            | 6504 Hollywood Blvd.            |
| Don Ameche                   | Television                      | 6101 Hollywood Blvd.            |
| Don Ameche                   | Radio                           | 6313 Hollywood Blvd.            |
| America                      | Musik eller inspelning          | 6752 Hollywood Blvd.            |
| Adrienne Ames                | Film                            | 1612 Vine Street                |
| Kim Amidon & Mark Wallengren | se Mark Wallengren & Kim Amidon | se Mark Wallengren & Kim Amidon |
| Morey Amsterdam              | Radio                           | 6850 Hollywood Blvd.            |

| Namn                        | Kategori                       | Adress                         |
| --------------------------- | ------------------------------ | ------------------------------ |
| Broncho Billy Anderson      | Film                           | 1651 Vine Street               |
| Leroy Anderson              | Musik eller inspelning         | 1620 Vine Street               |
| Mary Anderson               | Film                           | 1645 Vine Street               |
| Marian Anderson             | Musik eller inspelning         | 6262 Hollywood Blvd.           |
| Julie Andrews               | Film                           | 6901 Hollywood Blvd.           |
| The Andrews Sisters         | Musik eller inspelning         | 6834 Hollywood Blvd.           |
| Heather Angel               | Film                           | 6301 Hollywood Blvd.           |
| Jennifer Aniston            | Film                           | 6270 Hollywood Blvd.           |
| Paul Anka                   | Musik eller inspelning         | 6840 Hollywood Blvd.           |
| Ann-Margret                 | Film                           | 6501 Hollywood Blvd.           |
| Michael Ansara              | Television                     | 6666 Hollywood Blvd.           |
| Ray Anthony                 | Musik eller inspelning         | 1751 Vine Street               |
| Roscoe Arbuckle             | Film                           | 6701 Hollywood Blvd.           |
| Army Archerd                | Television                     | 6927 Hollywood Blvd.           |
| Eve Arden                   | Television                     | 6714 Hollywood Blvd.           |
| Eve Arden                   | Radio                          | 6329 Hollywood Blvd.           |
| Samuel Z. Arkoff            | Film                           | 7046 Hollywood Blvd.           |
| Richard Arlen               | Film                           | 6755 Hollywood Blvd.           |
| George Arliss               | Film                           | 6652 Hollywood Blvd.           |
| Louis Armstrong             | Musik eller inspelning         | 7018 Hollywood Blvd.           |
| Neil Armstrong              | Television                     | Hollywood & Vine               |
| Desi Arnaz                  | Film                           | 6301 Hollywood Blvd.           |
| Desi Arnaz                  | Television                     | 6250 Hollywood Blvd.           |
| James Arness                | Television                     | 1751 Vine Street               |
| Eddy Arnold                 | Radio                          | 6775 Hollywood Blvd.           |
| Edward Arnold               | Film                           | 6225 Hollywood Blvd.           |
| Cliff Arquette              | Radio                          | 6720 Hollywood Blvd.           |
| Jean Arthur                 | Film                           | 6333 Hollywood Blvd.           |
| Robert Arthur & Ken Minyard | se Ken Minyard & Robert Arthur | se Ken Minyard & Robert Arthur |
| Dorothy Arzner              | Film                           | 1500 N. Vine Street            |
| Edward Asner                | Television                     | 6363 Hollywood Blvd.           |
| Nils Asther                 | Film                           | 6705 Hollywood Blvd.           |
| Fred Astaire                | Film                           | 6756 Hollywood Blvd.           |
| Mary Astor                  | Film                           | 6701 Hollywood Blvd.           |
| Gene Austin                 | Musik eller inspelning         | 6332 Hollywood Blvd.           |
| Gene Autry                  | Film                           | 6644 Hollywood Blvd.           |
| Gene Autry                  | Radio                          | 6520 Hollywood Blvd.           |
| Gene Autry                  | Musik eller inspelning         | 6384 Hollywood Blvd.           |
| Gene Autry                  | Television                     | 6667 Hollywood Blvd.           |
| Gene Autry                  | Teater                         | 7000 Hollywood Blvd.           |
| Dan Avey                    | Radio                          | 6834 Hollywood Blvd.           |
| Agnes Ayres                 | Film                           | 6504 Hollywood Blvd.           |
| Lew Ayres                   | Film                           | 6385 Hollywood Blvd.           |
| Lew Ayres                   | Radio                          | 1724 Vine Street               |

## B
| Namn                      | Kategori                     | Adress                       |
| ------------------------- | ---------------------------- | ---------------------------- |
| Lauren Bacall             | Film                         | 1724 Vine Street             |
| Backstreet Boys           | Musik eller inspelning       | 7072 Hollywood Blvd.         |
| Jim Backus                | Television                   | 1735 Vine Street             |
| James Bacon               | Film                         | 1637 Vine Street             |
| Kevin Bacon               | Film                         | 6356 Hollywood Blvd.         |
| Lloyd Bacon               | Film                         | 7011 Hollywood Blvd.         |
| King Baggot               | Film                         | 6312 Hollywood Blvd.         |
| Jack Bailey               | Radio                        | 1708 Vine Street             |
| Jack Bailey               | Television                   | 6411 Hollywood Blvd.         |
| Pearl Bailey              | Musik eller inspelning       | 7080 Hollywood Blvd.         |
| Fay Bainter               | Film                         | 7021 Hollywood Blvd.         |
| Anita Baker               | Musik eller inspelning       | 7021 Hollywood Blvd.         |
| Art Baker                 | Radio                        | 6509 Hollywood Blvd.         |
| Carroll Baker             | Film                         | 1725 Vine Street             |
| Kenny Baker               | Radio                        | 6329 Hollywood Blvd.         |
| Phil Baker                | Radio                        | 6247 Hollywood Blvd.         |
| Rick Baker                | Film                         | 6764 Hollywood Blvd.         |
| Simon Baker               | Television                   | 6352 Hollywood Blvd.         |
| Alec Baldwin              | Television                   | 6352 Hollywood Blvd.         |
| Lucille Ball              | Film                         | 6436 Hollywood Blvd.         |
| Lucille Ball              | Television                   | 6100 Hollywood Blvd.         |
| Anne Bancroft             | Television                   | 6368 Hollywood Blvd.         |
| Antonio Banderas          | Film                         | 6801 Hollywood Blvd.         |
| Tallulah Bankhead         | Film                         | 6141 Hollywood Blvd.         |
| Vilma Bánky               | Film                         | 7021 Hollywood Blvd.         |
| Theda Bara                | Film                         | 6307 Hollywood Blvd.         |
| Lynn Bari                 | Film                         | 6116 Hollywood Blvd.         |
| Lynn Bari                 | Television                   | 6323 Hollywood Blvd.         |
| Javier Bardem             | Film                         | 6834 Hollywood Blvd.         |
| Bob Barker                | Television                   | 6714 Hollywood Blvd.         |
| Roger Barkley & Al Lohman | se Al Lohman & Roger Barkley | se Al Lohman & Roger Barkley |
| Binnie Barnes             | Film                         | 1501 Vine Street             |
| Pepe Barreto              | Television                   | 6536 Hollywood Blvd.         |
| Mona Barrie               | Film                         | 6140 Hollywood Blvd.         |
| Wendy Barrie              | Film                         | 1708 Vine Street             |
| Bessie Barriscale         | Film                         | 6652 Hollywood Blvd.         |
| Blue Barron               | Musik eller inspelning       | 1724 Vine Street             |
| Gene Barry                | Teater                       | 6555 Hollywood Blvd.         |
| Drew Barrymore            | Film                         | 6925 Hollywood Blvd.         |
| Ethel Barrymore           | Film                         | 7001 Hollywood Blvd.         |
| John Barrymore            | Film                         | 6667 Hollywood Blvd.         |
| John Drew Barrymore       | Television                   | 7004 Hollywood Blvd.         |
| Lionel Barrymore          | Film                         | 1724 Vine Street             |
| Lionel Barrymore          | Radio                        | 1651 Vine Street             |
| Richard Barthelmess       | Film                         | 6755 Hollywood Blvd.         |
| Freddie Bartholomew       | Film                         | 6663 Hollywood Blvd.         |
| Billy Barty               | Television                   | 6922 Hollywood Blvd.         |
| Richard Basehart          | Film                         | 6276 Hollywood Blvd.         |
| Count Basie               | Musik eller inspelning       | 6508 Hollywood Blvd.         |
| Kim Basinger              | Film                         | 7021 Hollywood Blvd.         |
| Lina Basquette            | Film                         | 1529 Vine Street             |
| Angela Bassett            | Film                         | 7000 Hollywood Blvd.         |
| Anne Baxter               | Film                         | 6741 Hollywood Blvd.         |
| Frank C. Baxter           | Television                   | 6717 Hollywood Blvd.         |
| Les Baxter                | Musik eller inspelning       | 6314 Hollywood Blvd.         |
| Warner Baxter             | Film                         | 6284 Hollywood Blvd.         |
| Beverly Bayne             | Film                         | 1752 Vine Street             |
| The Beach Boys            | Musik eller inspelning       | 1500 Vine Street             |
| The Beatles               | Musik eller inspelning       | 7080 Hollywood Blvd.         |
| William Beaudine          | Film                         | 1777 Vine Street             |
| Bee Gees                  | Musik eller inspelning       | 6845 Hollywood Blvd.         |
| Noah Beery, Jr.           | Television                   | 7047 Hollywood Blvd.         |
| Wallace Beery             | Film                         | 7001 Hollywood Blvd.         |
| Brian Beirne              | Radio                        | 6777 Hollywood Blvd.         |
| Harry Belafonte           | Musik eller inspelning       | 6721 Hollywood Blvd.         |
| Madge Bellamy             | Film                         | 6517 Hollywood Blvd.         |
| Ralph Bellamy             | Television                   | 6542 Hollywood Blvd.         |
| Donald P. Bellisario      | Television                   | 7080 Hollywood Blvd.         |
| John Belushi              | Television                   | 6355 Hollywood Blvd.         |
| Bea Benaderet             | Television                   | 1611 Vine Street             |
| Robert Benchley           | Film                         | 1724 Vine Street             |
| William Bendix            | Radio                        | 1638 Vine Street             |
| William Bendix            | Television                   | 6251 Hollywood Blvd.         |
| Tex Beneke                | Musik eller inspelning       | 6200 Hollywood Blvd.         |
| Annette Bening            | Film                         | 6927 Hollywood Blvd.         |
| Belle Bennett             | Film                         | 1511 Vine Street             |
| Constance Bennett         | Film                         | 6250 Hollywood Blvd.         |
| Joan Bennett              | Film                         | 6300 Hollywood Blvd.         |
| Tony Bennett              | Musik eller inspelning       | 1560 Vine Street             |
| Jack Benny                | Film                         | 6650 Hollywood Blvd.         |
| Jack Benny                | Radio                        | 1505 Vine Street             |
| Jack Benny                | Television                   | 6370 Hollywood Blvd.         |
| George Benson             | Musik eller inspelning       | 7055 Hollywood Blvd.         |
| John Beradino             | Television                   | 6801 Hollywood Blvd.         |
| Edgar Bergen              | Television                   | 6425 Hollywood Blvd.         |
| Edgar Bergen              | Film                         | 6766 Hollywood Blvd.         |
| Edgar Bergen              | Radio                        | 6801 Hollywood Blvd.         |
| Ingrid Bergman            | Film                         | 6759 Hollywood Blvd.         |
| Milton Berle              | Radio                        | 6771 Hollywood Blvd.         |
| Milton Berle              | Television                   | 6263 Hollywood Blvd.         |
| Irving Berlin             | Musik eller inspelning       | 7095 Hollywood Blvd.         |
| Chris Berman              | Television                   | 6259 Hollywood Blvd.         |
| Ernani Bernardi           | Musik eller inspelning       | 7072 Hollywood Blvd.         |
| Sarah Bernhardt           | Film                         | 1751 Vine Street             |
| Ben Bernie                | Radio                        | 6280 Hollywood Blvd.         |
| Elmer Bernstein           | Film                         | 7083 Hollywood Blvd.         |
| Leonard Bernstein         | Musik eller inspelning       | 6200 Hollywood Blvd.         |
| Chuck Berry               | Musik eller inspelning       | 1777 N. Vine Street          |
| Halle Berry               | Film                         | 6801 Hollywood Blvd.         |
| Valerie Bertinelli        | Television                   | 6912 Hollywood Blvd.         |
| Bernardo Bertolucci       | Film                         | 6901 Hollywood Blvd.         |
| Edna Best                 | Film                         | 6124 Hollywood Blvd.         |
| Charles Bickford          | Television                   | 1620 Vine Street             |
| Charles Bickford          | Film                         | 6780 Hollywood Blvd.         |
| Theodore Bikel            | Teater                       | 6233 Hollywood Blvd.         |
| Big Bird                  | Television                   | 7021 Hollywood Blvd.         |
| E. Power Biggs            | Musik eller inspelning       | 6522 Hollywood Blvd.         |
| Rodney Bingenheimer       | Radio                        | 7021 Hollywood Blvd.         |
| Constance Binney          | Film                         | 6301 Hollywood Blvd.         |
| Clint Black               | Musik eller inspelning       | 7080 Hollywood Blvd.         |

| Namn                 | Kategori               | Adress               |
| -------------------- | ---------------------- | -------------------- |
| Sidney Blackmer      | Film                   | 1625 Vine Street     |
| Carlyle Blackwell    | Film                   | 6340 Hollywood Blvd. |
| Mel Blanc            | Radio                  | 6385 Hollywood Blvd. |
| Cate Blanchett       | Film                   | 6712 Hollywood Blvd. |
| Joan Blondell        | Film                   | 6311 Hollywood Blvd. |
| Orlando Bloom        | Film                   | 6927 Hollywood Blvd. |
| Monte Blue           | Film                   | 6290 Hollywood Blvd. |
| Ann Blyth            | Film                   | 6733 Hollywood Blvd. |
| Betty Blythe         | Film                   | 1708 Vine Street     |
| Eleanor Boardman     | Film                   | 6928 Hollywood Blvd. |
| Andrea Bocelli       | Teater                 | 7000 Hollywood Blvd. |
| Humphrey Bogart      | Film                   | 6322 Hollywood Blvd. |
| Mary Boland          | Film                   | 6150 Hollywood Blvd. |
| John Boles           | Film                   | 6530 Hollywood Blvd. |
| Richard Boleslavsky  | Film                   | 7021 Hollywood Blvd. |
| Ray Bolger           | Film                   | 6788 Hollywood Blvd. |
| Ray Bolger           | Television             | 6834 Hollywood Blvd. |
| Michael Bolton       | Musik eller inspelning | 7018 Hollywood Blvd. |
| Ford Bond            | Radio                  | 6706 Hollywood Blvd. |
| Ward Bond            | Television             | 6933 Hollywood Blvd. |
| Beulah Bondi         | Film                   | 1718 Vine Street     |
| Pat Boone            | Musik eller inspelning | 1631 Vine Street     |
| Pat Boone            | Television             | 6268 Hollywood Blvd. |
| Shirley Booth        | Film                   | 6850 Hollywood Blvd. |
| Olive Borden         | Film                   | 6801 Hollywood Blvd. |
| Ernest Borgnine      | Film                   | 6324 Hollywood Blvd. |
| Frank Borzage        | Film                   | 6300 Hollywood Blvd. |
| Hobart Bosworth      | Film                   | 6522 Hollywood Blvd. |
| Clara Bow            | Film                   | 1500 Vine Street     |
| John Bowers          | Film                   | 1709 Vine Street     |
| Edward "Major" Bowes | Radio                  | 1513 Vine Street     |
| David Bowie          | Musik eller inspelning | 7021 Hollywood Blvd. |
| William Lemuel Boyd  | Radio                  | 6101 Hollywood Blvd  |
| Jimmy Boyd           | Musik eller inspelning | 7021 Hollywood Blvd. |
| William Boyd         | Film                   | 1734 Vine Street     |
| Charles Boyer        | Film                   | 6300 Hollywood Blvd. |
| Charles Boyer        | Television             | 6300 Hollywood Blvd. |
| Boyz II Men          | Musik eller inspelning | 7060 Hollywood Blvd. |
| Eddie Bracken        | Television             | 6751 Hollywood Blvd. |
| Eddie Bracken        | Radio                  | 1651 Vine Street     |
| Ray Bradbury         | Film                   | 6644 Hollywood Blvd. |
| Tom Bradley          | Borgmästare            | 7000 Hollywood Blvd. |
| Terry Bradshaw       | Television             | 7080 Hollywood Blvd. |
| Alice Brady          | Film                   | 6201 Hollywood Blvd. |
| Eric Braeden         | Television             | 7021 Hollywood Blvd. |
| Marlon Brando        | Film                   | 1765 Vine Street     |
| Tom Breneman         | Radio                  | 6290 Hollywood Blvd. |
| Walter Brennan       | Film                   | 6501 Hollywood Blvd. |
| Evelyn Brent         | Film                   | 6548 Hollywood Blvd. |
| George Brent         | Film                   | 1709 Vine Street     |
| George Brent         | Television             | 1612 Vine Street     |
| Teresa Brewer        | Musik eller inspelning | 1708 Vine Street     |
| David Brian          | Television             | 7021 Hollywood Blvd. |
| Mary Brian           | Film                   | 1559 Vine Street     |
| Fanny Brice          | Film                   | 6415 Hollywood Blvd. |
| Fanny Brice          | Radio                  | 1500 Vine Street     |
| Beau Bridges         | Film                   | 7065 Hollywood Blvd. |
| Jeff Bridges         | Film                   | 7065 Hollywood Blvd. |
| Lloyd Bridges        | Television             | 7065 Hollywood Blvd. |
| Ray Briem            | Radio                  | 6125 Hollywood Blvd. |
| Bernie Brillstein    | Film                   | 7018 Hollywood Blvd. |
| Elton Britt          | Musik eller inspelning | 6936 Hollywood Blvd. |
| Barbara Britton      | Television             | 1719 Vine Street     |
| Albert R. Broccoli   | Film                   | 6910 Hollywood Blvd. |
| Matthew Broderick    | Film                   | 6801 Hollywood Blvd. |
| James Brolin         | Television             | 7018 Hollywood Blvd. |
| Charles Bronson      | Film                   | 6901 Hollywood Blvd. |
| Hillary Brooke       | Television             | 6311 Hollywood Blvd. |
| Brooks & Dunn        | Musik eller inspelning | 7021 Hollywood Blvd. |
| Garth Brooks         | Musik eller inspelning | 1750 Vine Street     |
| Mel Brooks           | Film                   | 6712 Hollywood Blvd. |
| Richard Brooks       | Film                   | 6422 Hollywood Blvd. |
| Pierce Brosnan       | Film                   | 7083 Hollywood Blvd  |
| Cecil Brown          | Radio                  | 6410 Hollywood Blvd. |
| Clarence Brown       | Film                   | 1752 Vine Street     |
| Harry Joe Brown      | Film                   | 1777 Vine Street     |
| James Brown          | Musik eller inspelning | 1501 Vine Street     |
| Joe E. Brown         | Film                   | 1680 Vine Street     |
| Johnny Mack Brown    | Film                   | 6101 Hollywood Blvd. |
| Les Brown            | Musik eller inspelning | 6505 Hollywood Blvd. |
| Tom Brown            | Film                   | 1648 Vine Street     |
| Vanessa Brown        | Film                   | 1621 Vine Street     |
| Vanessa Brown        | Television             | 6528 Hollywood Blvd. |
| Tod Browning         | Film                   | 6225 Hollywood Blvd. |
| Dave Brubeck         | Musik eller inspelning | 1716 Vine Street     |
| Jerry Bruckheimer    | Film                   | 6838 Hollywood Blvd. |
| Yul Brynner          | Film                   | 6162 Hollywood Blvd. |
| Sandra Bullock       | Film                   | 6801 Hollywood Blvd. |
| Bugs Bunny           | Film                   | 7007 Hollywood Blvd. |
| John Bunny           | Film                   | 1715 Vine Street     |
| Billie Burke         | Film                   | 6617 Hollywood Blvd. |
| Sonny Burke          | Musik eller inspelning | 6920 Hollywood Blvd. |
| Carol Burnett        | Television             | 6439 Hollywood Blvd. |
| Mark Burnett         | Television             | 6664 Hollywood Blvd. |
| Smiley Burnette      | Film                   | 6125 Hollywood Blvd. |
| Bob Burns            | Film                   | 1601 Vine Street     |
| Bob Burns            | Radio                  | 6541 Hollywood Blvd. |
| George Burns         | Teater                 | 6672 Hollywood Blvd. |
| George Burns         | Film                   | 1639 Vine Street     |
| George Burns         | Television             | 6510 Hollywood Blvd. |
| Raymond Burr         | Television             | 6656 Hollywood Blvd. |
| Bill Burrud          | Television             | 6777 Hollywood Blvd. |
| LeVar Burton         | Television             | 7000 Hollywood Blvd. |
| Richard Burton       | Film                   | 6336 Hollywood Blvd. |
| Mae Busch            | Film                   | 7021 Hollywood Blvd. |
| Francis X. Bushman   | Film                   | 1651 Vine Street     |
| Jerry Buss           | Television             | 6801 Hollywood Blvd. |
| David Butler         | Film                   | 6561 Hollywood Blvd. |
| Charles Butterworth  | Film                   | 7036 Hollywood Blvd. |
| Red Buttons          | Television             | 1651 Vine Street     |
| Pat Buttram          | Television             | 6382 Hollywood Blvd. |
| Spring Byington      | Film                   | 6507 Hollywood Blvd. |
| Spring Byington      | Television             | 6231 Hollywood Blvd. |

## C
| Namn                | Kategori               | Adress               |
| ------------------- | ---------------------- | -------------------- |
| James Caan          | Film                   | 6648 Hollywood Blvd. |
| Sid Caesar          | Television             | 7014 Hollywood Blvd. |
| Nicolas Cage        | Film                   | 7021 Hollywood Blvd. |
| James Cagney        | Film                   | 6504 Hollywood Blvd. |
| Sammy Cahn          | Musik eller inspelning | 6540 Hollywood Blvd. |
| Alice Calhoun       | Film                   | 6815 Hollywood Blvd. |
| Rory Calhoun        | Film                   | 7007 Hollywood Blvd. |
| Rory Calhoun        | Television             | 1752 Vine Street     |
| Maria Callas        | Musik eller inspelning | 1680 Vine Street     |
| James Cameron       | Film                   | 6712 Hollywood Blvd. |
| Rod Cameron         | Television             | 1720 Vine Street     |
| Glen Campbell       | Musik eller inspelning | 6925 Hollywood Blvd. |
| Stephen J. Cannell  | Television             | 7000 Hollywood Blvd. |
| Dyan Cannon         | Film                   | 6608 Hollywood Blvd. |
| Judy Canova         | Film                   | 6821 Hollywood Blvd. |
| Judy Canova         | Radio                  | 6777 Hollywood Blvd. |
| Cantinflas          | Film                   | 6438 Hollywood Blvd. |
| Eddie Cantor        | Film                   | 6648 Hollywood Blvd. |
| Eddie Cantor        | Television             | 1770 Vine Street     |
| Eddie Cantor        | Radio                  | 6765 Hollywood Blvd. |
| Yakima Canutt       | Film                   | 1500 Vine Street     |
| Frank Capra         | Film                   | 6614 Hollywood Blvd. |
| Drew Carey          | Television             | 6664 Hollywood Blvd. |
| Harry Carey         | Film                   | 1521 Vine Street     |
| Harry Carey, Jr.    | Television             | 6363 Vine Street     |
| Macdonald Carey     | Television             | 6536 Hollywood Blvd. |
| Mariah Carey        | Musik eller inspelning | 6270 Hollywood Blvd. |
| Frankie Carle       | Musik eller inspelning | 1751 Hollywood Blvd. |
| George Carlin       | Teater                 | 1555 Vine Street     |
| Kitty Carlisle      | Film                   | 6611 Hollywood Blvd. |
| Mary Carlisle       | Film                   | 6679 Hollywood Blvd. |
| Richard Carlson     | Television             | 6333 Hollywood Blvd. |
| Hoagy Carmichael    | Television             | 1720 Vine Street     |
| Art Carney          | Television             | 6627 Hollywood Blvd. |
| Sue Carol           | Film                   | 1639 N. Vine Street  |
| Leslie Caron        | Film                   | 6153 Hollywood Blvd. |
| Ken Carpenter       | Radio                  | 6706 Hollywood Blvd. |
| The Carpenters      | Musik eller inspelning | 6931 Hollywood Blvd. |
| Vikki Carr          | Musik eller inspelning | 6385 Hollywood Blvd. |
| David Carradine     | Television             | 7021 Hollywood Blvd. |
| John Carradine      | Film                   | 6240 Hollywood Blvd. |
| Keith Carradine     | Television             | 6233 Hollywood Blvd. |
| Leo Carrillo        | Film                   | 1635 Vine Street     |
| Leo Carrillo        | Television             | 1517 Vine Street     |
| Diahann Carroll     | Musik eller inspelning | 7005 Hollywood Blvd. |
| Madeleine Carroll   | Film                   | 6707 Hollywood Blvd. |
| Nancy Carroll       | Film                   | 1725 Vine Street     |
| Jack Carson         | Radio                  | 6361 Hollywood Blvd. |
| Jack Carson         | Television             | 1560 Vine Street     |
| Jeannie Carson      | Television             | 1560 Vine Street     |
| Johnny Carson       | Television             | 1751 Vine Street     |
| Benny Carter        | Musik eller inspelning | 7080 Hollywood Blvd. |
| Enrico Caruso       | Musik eller inspelning | 6625 Hollywood Blvd. |
| Robert Casadesus    | Musik eller inspelning | 6251 Hollywood Blvd. |
| Johnny Cash         | Musik eller inspelning | 6320 Hollywood Blvd. |
| Syd Cassyd          | Television             | 7080 Hollywood Blvd. |
| Peggie Castle       | Television             | 6266 Hollywood Blvd. |
| Gilbert Cates       | Film                   | 7065 Hollywood Blvd. |
| Walter Catlett      | Film                   | 1713 Vine Street     |
| Joan Caulfield      | Television             | 1500 Vine Street     |
| Carmen Cavallaro    | Musik eller inspelning | 6301 Hollywood Blvd. |
| Bennett Cerf        | Television             | 6407 Hollywood Blvd. |
| Feodor Chaliapin    | Musik eller inspelning | 6770 Hollywood Blvd. |
| Richard Chamberlain | Film                   | 7018 Hollywood Blvd. |
| John Chambers       | Film                   | 7006 Hollywood Blvd. |
| Stan Chambers       | Television             | 6922 Hollywood Blvd. |
| Gower Champion      | Television             | 6162 Hollywood Blvd. |
| Marge Champion      | Television             | 6282 Hollywood Blvd. |
| Charles Champlin    | Television             | 6751 Hollywood Blvd. |
| Jackie Chan         | Film                   | 6801 Hollywood Blvd. |
| Jeff Chandler       | Film                   | 1770 Vine Street     |
| Lon Chaney          | Film                   | 7046 Hollywood Blvd. |
| Carol Channing      | Television             | 6233 Hollywood Blvd. |
| Charlie Chaplin     | Film                   | 6751 Hollywood Blvd. |
| Marguerite Chapman  | Television             | 6284 Hollywood Blvd. |
| Cyd Charisse        | Film                   | 1601 Vine Street     |
| Ray Charles         | Musik eller inspelning | 6777 Hollywood Blvd. |
| Charley Chase       | Film                   | 6630 Hollywood Blvd. |
| Chevy Chase         | Film                   | 7021 Hollywood Blvd. |
| Ilka Chase          | Film                   | 6361 Hollywood Blvd. |
| Ilka Chase          | Television             | 6751 Hollywood Blvd. |
| Ruth Chatterton     | Film                   | 6263 Hollywood Blvd. |
| Kristin Chenoweth   | Teater                 | 6243 Hollywood Blvd. |
| Virginia Cherrill   | Film                   | 1545 Vine Street     |
| Maurice Chevalier   | Film                   | 1651 Vine Street     |
| Chicago             | Musik eller inspelning | 6438 Hollywood Blvd. |
| Al Christie         | Film                   | 6771 Hollywood Blvd. |
| Charles Christie    | Film                   | 1719 Vine Street     |
| Ina Claire          | Film                   | 6150 Hollywood Blvd. |
| Buddy Clark         | Musik eller inspelning | 6800 Hollywood Blvd. |
| Dane Clark          | Television             | 6906 Hollywood Blvd. |
| Dick Clark          | Television             | Sunset & Vine        |
| Fred Clark          | Television             | 1711 Vine Street     |
| Marguerite Clark    | Film                   | 6300 Vine Street     |
| Roy Clark           | Musik eller inspelning | 6840 Hollywood Blvd. |
| Ethel Clayton       | Film                   | 6936 Hollywood Blvd. |
| Jan Clayton         | Television             | 6200 Hollywood Blvd. |
| James Cleveland     | Musik eller inspelning | 6742 Hollywood Blvd. |
| Montgomery Clift    | Film                   | 6104 Hollywood Blvd. |
| Patsy Cline         | Musik eller inspelning | 6160 Hollywood Blvd. |
| Rosemary Clooney    | Musik eller inspelning | 6325 Hollywood Blvd. |
| Glenn Close         | Film                   | 7000 Hollywood Blvd. |
| Andy Clyde          | Film                   | 6758 Hollywood Blvd. |
| Charles Coburn      | Film                   | 6240 Hollywood Blvd. |
| James Coburn        | Film                   | 7055 Hollywood Blvd. |
| Imogene Coca        | Television             | 6256 Hollywood Blvd. |
| Steve Cochran       | Film                   | 1750 Hollywood Blvd. |
| Iron Eyes Cody      | Television             | 6655 Hollywood Blvd. |

| Namn                    | Kategori               | Adress               |
| ----------------------- | ---------------------- | -------------------- |
| Renán Almendárez Coello | Radio                  | 6141 Hollywood Blvd. |
| George M. Cohan         | Film                   | 6734 Hollywood Blvd. |
| Arthur Cohn             | Film                   | 7000 Hollywood Blvd. |
| Claudette Colbert       | Film                   | 6812 Hollywood Blvd. |
| Nat King Cole           | Musik eller inspelning | 6659 Hollywood Blvd. |
| Nat King Cole           | Television             | 6229 Hollywood Blvd. |
| Natalie Cole            | Musik eller inspelning | 1750 Vine Street     |
| Dabney Coleman          | Television             | 6141 Hollywood Blvd. |
| Constance Collier       | Film                   | 6231 Hollywood Blvd. |
| William Collier, Jr.    | Film                   | 6340 Hollywood Blvd. |
| Gary Collins            | Television             | 6922 Hollywood Blvd. |
| Joan Collins            | Television             | 6901 Hollywood Blvd. |
| Michael Collins         | Television             | Hollywood & Vine     |
| Phil Collins            | Musik eller inspelning | 6834 Hollywood Blvd. |
| Bud Collyer             | Radio                  | 6150 Hollywood Blvd. |
| Ronald Colman           | Television             | 1623 Vine Street     |
| Ronald Colman           | Film                   | 6801 Hollywood Blvd. |
| Jerry Colonna           | Radio                  | 1645 Vine Street     |
| Sean "Diddy" Combs      | Musik eller inspelning | 6801 Hollywood Blvd. |
| Perry Como              | Radio                  | 1708 Vine Street     |
| Perry Como              | Television             | 6376 Hollywood Blvd. |
| Perry Como              | Musik eller inspelning | 6600 Hollywood Blvd. |
| Betty Compson           | Film                   | 1751 Vine Street     |
| Chester Conklin         | Film                   | 1560 Vine Street     |
| Heinie Conklin          | Film                   | 1776 Vine Street     |
| Chuck Connors           | Television             | 6838 Hollywood Blvd. |
| Hans Conried            | Television             | 6664 Hollywood Blvd. |
| John Conte              | Television             | 6119 Hollywood Blvd. |
| Bill Conti              | Film                   | 6541 Hollywood Blvd. |
| Jack Conway             | Film                   | 1500 Vine Street     |
| Tim Conway              | Television             | 6740 Hollywood Blvd. |
| Tom Conway              | Television             | 1617 Vine Street     |
| Jackie Coogan           | Film                   | 1654 Vine Street     |
| Clyde Cook              | Film                   | 6531 Hollywood Blvd. |
| Donald Cook             | Film                   | 1718 Vine Street     |
| Alistair Cooke          | Television             | 1651 Vine Street     |
| Sam Cooke               | Musik eller inspelning | 7051 Hollywood Blvd. |
| Spade Cooley            | Radio                  | 6802 Hollywood Blvd. |
| Alice Cooper            | Musik eller inspelning | 7000 Hollywood Blvd. |
| Gary Cooper             | Film                   | 6243 Hollywood Blvd. |
| Jackie Cooper           | Film                   | 1507 Vine Street     |
| Jeanne Cooper           | Television             | 1777 Vine Street     |
| Merian C. Cooper        | Film                   | 6525 Hollywood Blvd. |
| David Copperfield       | Teater                 | 7021 Hollywood Blvd. |
| Wendell Corey           | Television             | 6328 Hollywood Blvd. |
| Roger Corman            | Film                   | 7013 Hollywood Blvd. |
| Don Cornelius           | Television             | 7080 Hollywood Blvd. |
| Don Cornell             | Musik eller inspelning | 6138 Hollywood Blvd. |
| Charles Correll         | Radio                  | 1777 Vine Street     |
| Ricardo Cortez          | Film                   | 1500 Vine Street     |
| Bill Cosby              | Television             | 6930 Hollywood Blvd. |
| Dolores Costello        | Film                   | 1645 Vine Street     |
| Helene Costello         | Film                   | 1500 Vine Street     |
| Lou Costello            | Film                   | 6438 Hollywood Blvd. |
| Lou Costello            | Radio                  | 6780 Hollywood Blvd. |
| Lou Costello            | Television             | 6276 Hollywood Blvd. |
| Maurice Costello        | Film                   | 6515 Hollywood Blvd. |
| Pierre Cossette         | Television             | 6233 Hollywood Blvd. |
| Kevin Costner           | Film                   | 6801 Hollywood Blvd. |
| Joseph Cotten           | Film                   | 6382 Hollywood Blvd. |
| Jerome Cowan            | Television             | 6251 Hollywood Blvd. |
| Wally Cox               | Television             | 6385 Hollywood Blvd. |
| Buster Crabbe           | Television             | 6901 Hollywood Blvd. |
| Bryan Cranston          | Television             | 1717 Vine Street     |
| Broderick Crawford      | Film                   | 6901 Hollywood Blvd. |
| Broderick Crawford      | Television             | 6736 Hollywood Blvd. |
| Joan Crawford           | Film                   | 1752 Vine Street     |
| Laird Cregar            | Film                   | 1716 Vine Street     |
| Richard Crenna          | Film                   | 6714 Hollywood Blvd. |
| Laura Hope Crews        | Film                   | 6251 Hollywood Blvd. |
| Scatman Crothers        | Television             | 6712 Hollywood Blvd. |
| Donald Crisp            | Film                   | 1628 Vine Street     |
| John Cromwell           | Film                   | 6555 Hollywood Blvd. |
| Richard Cromwell        | Film                   | 1627 Vine Street     |
| Richard Crooks          | Musik eller inspelning | 1648 Vine Street     |
| Bing Crosby             | Film                   | 1611 Vine Street     |
| Bing Crosby             | Radio                  | 6769 Hollywood Blvd. |
| Bing Crosby             | Musik eller inspelning | 6751 Hollywood Blvd. |
| Bob Crosby              | Television             | 6252 Hollywood Blvd. |
| Bob Crosby              | Radio                  | 6313 Hollywood Blvd. |
| Norm Crosby             | Television             | 6560 Hollywood Blvd. |
| Crosby, Stills & Nash   | Musik eller inspelning | 6666 Hollywood Blvd. |
| Milton Cross            | Radio                  | 1623 Vine Street     |
| Andraé Crouch           | Musik eller inspelning | 6520 Hollywood Blvd. |
| Russell Crowe           | Film                   | 6801 Hollywood Blvd. |
| Tom Cruise              | Film                   | 6912 Hollywood Blvd. |
| Frank Crumit            | Radio                  | 1601 Vine Street     |
| Celia Cruz              | Musik eller inspelning | 6240 Hollywood Blvd. |
| Penélope Cruz           | Film                   | 6834 Hollywood Blvd. |
| James Cruze             | Film                   | 6922 Hollywood Blvd. |
| Jon Cryer               | Television             | 6922 Hollywood Blvd. |
| Billy Crystal           | Film                   | 6925 Hollywood Blvd. |
| Xavier Cugat            | Television             | 1500 Vine Street     |
| Xavier Cugat            | Musik eller inspelning | 1601 Vine Street     |
| George Cukor            | Film                   | 6378 Hollywood Blvd. |
| Constance Cummings      | Film                   | 6201 Hollywood Blvd. |
| Irving Cummings         | Film                   | 6816 Hollywood Blvd. |
| Robert Cummings         | Film                   | 6816 Hollywood Blvd. |
| Robert Cummings         | Television             | 1718 Vine Street     |
| Bill Cunningham         | Radio                  | 6315 Hollywood Blvd. |
| Kaley Cuoco             | Television             | 6621 Hollywood Blvd. |
| Mike Curb               | Musik eller inspelning | 1750 N. Vine Street  |
| Alan Curtis             | Film                   | 7021 Hollywood Blvd. |
| Jamie Lee Curtis        | Film                   | 6600 Hollywood Blvd. |
| Tony Curtis             | Film                   | 6817 Hollywood Blvd. |
| Michael Curtiz          | Film                   | 6640 Hollywood Blvd. |
| John Cusack             | Film                   | 6644 Hollywood Blvd. |

## D
| Namn                   | Kategori               | Adress               |
| ---------------------- | ---------------------- | -------------------- |
| Arlene Dahl            | Film                   | 1624 Vine Street     |
| Cass Daley             | Television             | 6301 Hollywood Blvd. |
| Cass Daley             | Radio                  | 6710 Hollywood Blvd. |
| Dorothy Dalton         | Film                   | 1560 Vine Street     |
| John Daly              | Television             | 1765 Vine Street     |
| Tyne Daly              | Television             | 7065 Hollywood Blvd. |
| Matt Damon             | Film                   | 6801 Hollywood Blvd. |
| Vic Damone             | Musik eller inspelning | 1731 Vine Street     |
| Viola Dana             | Film                   | 6541 Hollywood Blvd. |
| Dorothy Dandridge      | Film                   | 6719 Hollywood Blvd. |
| Karl Dane              | Film                   | 6140 Hollywood Blvd. |
| Claire Danes           | Television             | 6541 Hollywood Blvd. |
| Rodney Dangerfield     | Film                   | 6366 Hollywood Blvd. |
| Bebe Daniels           | Film                   | 1716 Vine Street     |
| Billy Daniels          | Musik eller inspelning | 6819 Hollywood Blvd. |
| Ted Danson             | Television             | 7021 Hollywood Blvd. |
| Tony Danza             | Television             | 7000 Hollywood Blvd. |
| Bobby Darin            | Musik eller inspelning | 1735 Vine Street     |
| Linda Darnell          | Film                   | 1631 Vine Street     |
| Jane Darwell           | Film                   | 6735 Hollywood Blvd. |
| Delmer Daves           | Film                   | 1634 Vine Street     |
| Hal David              | Musik eller inspelning | 6752 Hollywood Blvd. |
| Marion Davies          | Film                   | 6326 Hollywood Blvd. |
| Ann B. Davis           | Television             | 7048 Hollywood Blvd. |
| Bette Davis            | Film                   | 6225 Hollywood Blvd. |
| Bette Davis            | Television             | 6335 Hollywood Blvd. |
| Clive Davis            | Musik eller inspelning | 1501 Vine Street     |
| Gail Davis             | Television             | 6385 Hollywood Blvd. |
| Jim Davis              | Television             | 6290 Hollywood Blvd. |
| Joan Davis             | Film                   | 1521 Vine Street     |
| Joan Davis             | Radio                  | 1716 Vine Street     |
| Mac Davis              | Musik eller inspelning | 7080 Hollywood Blvd. |
| Miles Davis            | Musik eller inspelning | 7060 Hollywood Blvd. |
| Sammy Davis, Jr.       | Musik eller inspelning | 6254 Hollywood Blvd. |
| Dennis Day             | Radio                  | 7048 Hollywood Blvd. |
| Dennis Day             | Television             | 6646 Hollywood Blvd  |
| Doris Day              | Musik eller inspelning | 6278 Hollywood Blvd. |
| Doris Day              | Film                   | 6735 Hollywood Blvd. |
| Laraine Day            | Film                   | 6676 Hollywood Blvd. |
| Dead End Kids          | Film                   | 7080 Hollywood Blvd. |
| James Dean             | Film                   | 1719 Vine Street     |
| Dear Abby              | Radio                  | 7000 Hollywood Blvd. |
| Rosemary DeCamp        | Television             | 1640 Vine Street     |
| Yvonne De Carlo        | Film                   | 6124 Hollywood Blvd. |
| Yvonne De Carlo        | Television             | 6715 Hollywood Blvd. |
| Frances Dee            | Film                   | 7080 Hollywood Blvd. |
| Rick Dees              | Radio                  | 1560 N. Vine Street  |
| Don DeFore             | Television             | 6804 Hollywood Blvd. |
| Lee De Forest          | Film                   | 1752 Vine Street     |
| Ellen DeGeneres        | Television             | 6270 Hollywood Blvd. |
| Carter DeHaven         | Film                   | 1742 Vine Street     |
| Gloria DeHaven         | Film                   | 6933 Hollywood Blvd. |
| Olivia de Havilland    | Film                   | 6762 Hollywood Blvd. |
| Albert Dekker          | Television             | 6620 Hollywood Blvd. |
| Dolores del Río        | Film                   | 1630 Vine Street     |
| Roy Del Ruth           | Film                   | 6150 Hollywood Blvd. |
| Marguerite De La Motte | Film                   | 6902 Hollywood Blvd. |
| Vaughn De Leath        | Radio                  | 6634 Hollywood Blvd. |
| Dom DeLuise            | Film                   | 1765 N. Vine Street  |
| William Demarest       | Film                   | 6667 Hollywood Blvd. |
| Cecil B. DeMille       | Film                   | 1725 Vine Street     |
| Cecil B. DeMille       | Radio                  | 6240 Vine Street     |
| Richard Denning        | Television             | 6932 Hollywood Blvd. |
| Reginald Denny         | Film                   | 6657 Hollywood Blvd. |
| John Denver            | Musik eller inspelning | 7065 Hollywood Blvd. |
| Johnny Depp            | Film                   | 7018 Hollywood Blvd. |
| John Derek             | Television             | 6531 Hollywood Blvd. |
| Bruce Dern             | Film                   | 6270 Hollywood Blvd. |
| Laura Dern             | Film                   | 6270 Hollywood Blvd. |
| Destiny's Child        | Musik eller inspelning | 6801 Hollywood Blvd. |
| Buddy DeSylva          | Musik eller inspelning | 1750 N. Vine Street  |

| Namn                   | Kategori               | Adress               |
| ---------------------- | ---------------------- | -------------------- |
| Andy Devine            | Radio                  | 6258 Hollywood Blvd. |
| Andy Devine            | Television             | 6366 Hollywood Blvd. |
| Danny DeVito           | Television             | 6906 Hollywood Blvd. |
| Elliott Dexter         | Film                   | 1751 Vine Street     |
| Vin Di Bona            | Television             | 1559 Vine Street     |
| Neil Diamond           | Musik eller inspelning | 1750 Vine Street     |
| Cameron Diaz           | Film                   | 6712 Hollywood Blvd. |
| Angie Dickinson        | Television             | 7000 Hollywood Blvd. |
| Vin Diesel             | Film                   | 7000 Hollywood Blvd. |
| William Dieterle       | Film                   | 6901 Hollywood Blvd. |
| Marlene Dietrich       | Film                   | 6400 Hollywood Blvd. |
| Phyllis Diller         | Television             | 7001 Hollywood Blvd. |
| Céline Dion            | Musik eller inspelning | 6801 Hollywood Blvd. |
| Roy O. Disney          | Film                   | 6833 Hollywood Blvd. |
| Walt Disney            | Film                   | 7021 Hollywood Blvd. |
| Walt Disney            | Television             | 6747 Hollywood Blvd. |
| Disneyland             | 50th Year              | 6834 Hollywood Blvd. |
| Richard Dix            | Film                   | 1608 Vine Street     |
| Edward Dmytryk         | Film                   | 6241 Hollywood Blvd. |
| Jimmie Dodd            | Television             | 1600 Vine Street     |
| Ray Dolby              | Film                   | 6801 Hollywood Blvd. |
| Plácido Domingo        | Teater                 | 7000 Hollywood Blvd. |
| Fats Domino            | Musik eller inspelning | 6616 Hollywood Blvd. |
| Peter Donald           | Television             | 6661 Hollywood Blvd. |
| Robert Donat           | Film                   | 6420 Hollywood Blvd. |
| Brian Donlevy          | Television             | 1551 Vine Street     |
| Richard Donner         | Film                   | 6712 Hollywood Blvd. |
| Lauren Shuler Donner   | Film                   | 6712 Hollywood Blvd. |
| James Doohan           | Film                   | 7021 Hollywood Blvd. |
| The Doors              | Musik eller inspelning | 6901 Hollywood Blvd. |
| Marie Doro             | Film                   | 1725 Vine Street     |
| Jimmy Dorsey           | Musik eller inspelning | 6505 Hollywood Blvd. |
| Tommy Dorsey           | Musik eller inspelning | 6675 Hollywood Blvd. |
| Jack Douglas           | Television             | 6740 Hollywood Blvd. |
| Kirk Douglas           | Film                   | 6263 Hollywood Blvd. |
| Melvyn Douglas         | Film                   | 6423 Hollywood Blvd. |
| Melvyn Douglas         | Television             | 6601 Hollywood Blvd. |
| Mike Douglas           | Television             | 7001 Hollywood Blvd. |
| Paul Douglas           | Film                   | 1648 Hollywood Blvd. |
| Paul Douglas           | Television             | 6821 Hollywood Blvd. |
| Billie Dove            | Film                   | 6351 Hollywood Blvd. |
| Morton Downey          | Radio                  | 1680 Vine Street     |
| Cathy Downs            | Television             | 6646 Hollywood Blvd. |
| Carmen Dragon          | Radio                  | 6104 Hollywood Blvd. |
| Jessica Dragonette     | Radio                  | 1709 Vine Street     |
| Frances Drake          | Film                   | 6821 Hollywood Blvd. |
| Louise Dresser         | Film                   | 6538 Hollywood Blvd. |
| Marie Dressler         | Film                   | 1731 Vine Street     |
| Ellen Drew             | Film                   | 6901 Hollywood Blvd. |
| Mr. & Mrs. Sidney Drew | Film                   | 6901 Hollywood Blvd. |
| Richard Dreyfuss       | Film                   | 7021 Hollywood Blvd. |
| Bobby Driscoll         | Film                   | 1560 Vine Street     |
| Joanne Dru             | Television             | 1708 Vine Street     |
| Donald Duck            | Film                   | 6840 Hollywood Blvd  |
| Howard Duff            | Television             | 1623 Vine Street     |
| Olympia Dukakis        | Teater                 | 6298 Hollywood Blvd  |
| Patty Duke             | Television             | 7000 Hollywood Blvd. |
| Faye Dunaway           | Film                   | 7021 Hollywood Blvd. |
| James Dunn             | Film                   | 6555 Hollywood Blvd. |
| James Dunn             | Television             | 7010 Hollywood Blvd. |
| Irene Dunne            | Film                   | 6440 Hollywood Blvd. |
| Philip Dunne           | Film                   | 6725 Hollywood Blvd. |
| Mildred Dunnock        | Film                   | 6613 Hollywood Blvd. |
| Jerry Dunphy           | Television             | 6669 Hollywood Blvd. |
| Duran Duran            | Musik eller inspelning | 1770 Vine Street     |
| Jimmy Durante          | Film                   | 1600 Vine Street     |
| Jimmy Durante          | Radio                  | 1648 Vine Street     |
| Deanna Durbin          | Film                   | 1724 Vine Street     |
| Charles Durning        | Film                   | 6504 Hollywood Blvd. |
| Dan Duryea             | Television             | 6145 Hollywood Blvd. |
| Robert Duvall          | Film                   | 6801 Hollywood Blvd. |
| Ann Dvorak             | Film                   | 6321 Hollywood Blvd. |
| Allan Dwan             | Film                   | 6263 Hollywood Blvd. |

## E
| Namn                       | Kategori               | Adress               |
| -------------------------- | ---------------------- | -------------------- |
| Earth, Wind & Fire         | Musik eller inspelning | 7080 Hollywood Blvd. |
| George Eastman             | Film                   | 1709 Vine Street     |
| Roger Ebert                | Film                   | 6834 Hollywood Blvd. |
| Buddy Ebsen                | Film                   | 1765 Vine Street     |
| Billy Eckstine             | Musik eller inspelning | 6638 Hollywood Blvd. |
| Thomas A. Edison           | Film                   | 6700 Hollywood Blvd. |
| Nelson Eddy                | Film                   | 6311 Hollywood Blvd. |
| Nelson Eddy                | Radio                  | 6512 Hollywood Blvd. |
| Nelson Eddy                | Musik eller inspelning | 1639 Vine Street     |
| Barbara Eden               | Television             | 7003 Hollywood Blvd. |
| Robert Edeson              | Film                   | 1628 Vine Street     |
| Kenneth "Babyface" Edmonds | Musik eller inspelning | 6270 Hollywood Blvd. |
| Blake Edwards              | Film                   | 6908 Hollywood Blvd. |
| Ralph Edwards              | Radio                  | 6116 Hollywood Blvd. |
| Ralph Edwards              | Television             | 6262 Hollywood Blvd. |
| Steve Edwards              | Television             | 6150 Hollywood Blvd. |
| Michael D. Eisner          | Film                   | 6834 Hollywood Blvd. |
| Ken Ehrlich                | Television             | 1750 N. Vine Street  |
| Larry Elder                | Radio                  | 6270 Hollywood Blvd. |
| Duke Ellington             | Musik eller inspelning | 6535 Hollywood Blvd. |
| Mischa Elman               | Musik eller inspelning | 1560 Vine Street     |
| Faye Emerson               | Film                   | 6529 Hollywood Blvd. |
| Faye Emerson               | Television             | 6689 Hollywood Blvd. |

| Namn                | Kategori               | Adress                |
| ------------------- | ---------------------- | --------------------- |
| Dick Enberg         | Television             | 6752 Hollywood Blvd.  |
| John Ericson        | Television             | 1523 Vine Street      |
| Leon Errol          | Film                   | 6801 Hollywood Blvd.  |
| Stuart Erwin        | Television             | 6270 Hollywood Blvd.  |
| Giancarlo Esposito  | Television             | 6351 Hollywood Blvd.  |
| Emilio Estefan, Jr. | Musik eller inspelning | 7021 Hollywood Blvd.  |
| Gloria Estefan      | Musik eller inspelning | 7021 Hollywood Blvd.  |
| Erik Estrada        | Television             | 7021 Hollywood Blvd.  |
| Melissa Etheridge   | Musik eller inspelning | 6901 Hollywood Blvd.  |
| Ruth Etting         | Film                   | 6563 Hollywood Blvd.  |
| Bob Eubanks         | Television             | 6712 Hollywood Blvd.  |
| Evans & Livingston  | se Livingston & Evans  | se Livingston & Evans |
| Dale Evans          | Radio                  | 6638 Hollywood Blvd.  |
| Dale Evans          | Television             | 1737 Vine Street      |
| Linda Evans         | Television             | 6834 Hollywood Blvd.  |
| Madge Evans         | Film                   | 1752 Vine Street      |
| Robert Evans        | Film                   | 6925 Hollywood Blvd.  |
| Chad Everett        | Television             | 6922 Hollywood Blvd.  |
| The Everly Brothers | Musik eller inspelning | 7000 Hollywood Blvd.  |

## F
| Namn                   | Kategori               | Adress               |
| ---------------------- | ---------------------- | -------------------- |
| Fabian Forte           | Teater                 | 7065 Hollywood Blvd. |
| Nanette Fabray         | Television             | 6300 Hollywood Blvd. |
| Max Factor             | Film                   | 6922 Hollywood Blvd. |
| Clifton Fadiman        | Radio                  | 6284 Hollywood Blvd. |
| Douglas Fairbanks, Jr. | Film                   | 6318 Hollywood Blvd. |
| Douglas Fairbanks, Jr. | Radio                  | 6710 Hollywood Blvd. |
| Douglas Fairbanks, Jr. | Television             | 6661 Hollywood Blvd. |
| Douglas Fairbanks, Sr. | Film                   | 7022 Hollywood Blvd. |
| Jerry Fairbanks        | Film                   | 6384 Hollywood Blvd. |
| Percy Faith            | Musik eller inspelning | 1501 Vine Street     |
| Peter Falk             | Television             | 6654 Hollywood Blvd. |
| Jinx Falkenburg        | Television             | 1500 Vine Street     |
| Chris Farley           | Television             | 6366 Hollywood Blvd. |
| Richard Farnsworth     | Film                   | 1560 Vine Street     |
| Dustin Farnum          | Film                   | 6635 Hollywood Blvd. |
| William Farnum         | Film                   | 6322 Hollywood Blvd. |
| Jamie Farr             | Television             | 1547 N. Vine Street  |
| Geraldine Farrar       | Film                   | 1620 Vine Street     |
| Geraldine Farrar       | Musik eller inspelning | 1709 Vine Street     |
| Charles Farrell        | Film                   | 7021 Hollywood Blvd. |
| Charles Farrell        | Television             | 1617 Vine Street     |
| Glenda Farrell         | Film                   | 6524 Hollywood Blvd. |
| John Farrow            | Film                   | 6300 Hollywood Blvd. |
| William Faversham      | Film                   | 1724 Vine Street     |
| Farrah Fawcett         | Television             | 7057 Hollywood Blvd. |
| Frank Fay              | Film                   | 6282 Hollywood Blvd. |
| Frank Fay              | Radio                  | 1752 Vine Street     |
| Alice Faye             | Film                   | 6930 Hollywood Blvd. |
| Julia Faye             | Film                   | 6501 Hollywood Blvd. |
| Frank Faylen           | Television             | 6201 Hollywood Blvd. |
| Louise Fazenda         | Film                   | 6801 Hollywood Blvd. |
| Don Fedderson          | Television             | 1635 Vine Street     |
| José Feliciano         | Musik eller inspelning | 6541 Hollywood Blvd. |
| Verna Felton           | Television             | 1717 Vine Street     |
| Freddy Fender          | Musik eller inspelning | 7060 Hollywood Blvd. |
| George Fenneman        | Television             | 1500 Vine Street     |
| Helen Ferguson         | Film                   | 6153 Hollywood Blvd. |
| Vicente Fernández      | Musik eller inspelning | 6160 Hollywood Blvd. |
| Will Ferrell           | Film                   | 6767 Hollywood Blvd. |
| Alejandro Fernández    | Musik eller inspelning | 6160 Hollywood Blvd. |
| José Ferrer            | Film                   | 6541 Hollywood Blvd. |
| Mel Ferrer             | Film                   | 6268 Hollywood Blvd. |
| Stepin Fetchit         | Film                   | 1751 Vine Street     |
| Fibber McGee and Molly | Radio                  | 1500 N. Vine Street  |
| Jimmie Fidler          | Radio                  | 6128 Hollywood Blvd. |
| Arthur Fiedler         | Musik eller inspelning | 1626 Vine Street     |
| Sally Field            | Film                   | 6767 Hollywood Blvd. |
| Virginia Field         | Television             | 1751 Vine Street     |
| Gracie Fields          | Radio                  | 6125 Hollywood Blvd. |
| W. C. Fields           | Film                   | 7004 Hollywood Blvd. |
| W. C. Fields           | Radio                  | 6316 Hollywood Blvd. |
| The 5th Dimension      | Musik eller inspelning | 7000 Hollywood Blvd. |
| Flora Finch            | Film                   | 6673 Hollywood Blvd. |
| Colin Firth            | Film                   | 6714 Hollywood Blvd. |
| Eddie Fisher           | Musik eller inspelning | 6241 Hollywood Blvd. |
| Eddie Fisher           | Television             | 1724 Vine Street     |
| George Fisher          | Radio                  | 7072 Hollywood Blvd. |
| Hal Fishman            | Television             | 1560 Vine Street     |
| Barry Fitzgerald       | Film                   | 6252 Hollywood Blvd  |
| Barry Fitzgerald       | Television             | 7001 Hollywood Blvd. |
| Ella Fitzgerald        | Musik eller inspelning | 6738 Hollywood Blvd. |
| Geraldine Fitzgerald   | Film                   | 6353 Hollywood Blvd. |
| George Fitzmaurice     | Film                   | 6601 Hollywood Blvd. |
| James A. Fitzpatrick   | Film                   | 1611 Vine Street     |
| Kirsten Flagstad       | Musik eller inspelning | 6777 Hollywood Blvd. |
| Bobby Flay             | Television             | 6141 Hollywood Blvd. |

| Namn                                  | Kategori                  | Adress                    |
| ------------------------------------- | ------------------------- | ------------------------- |
| Fleetwood Mac                         | Musik eller inspelning    | 6608 Hollywood Blvd.      |
| Rhonda Fleming                        | Film                      | 6660 Hollywood Blvd.      |
| Victor Fleming                        | Film                      | 1719 Vine Street          |
| Errol Flynn                           | Film                      | 6654 Hollywood Blvd.      |
| Errol Flynn                           | Television                | 7008 Hollywood Blvd.      |
| Nina Foch                             | Film                      | 6322 Hollywood Blvd.      |
| Nina Foch                             | Television                | 7021 Hollywood Blvd.      |
| John Fogerty                          | Musik eller inspelning    | 7000 Hollywood Blvd.      |
| Red Foley                             | Musik eller inspelning    | 6225 Hollywood Blvd.      |
| Red Foley                             | Television                | 6300 Hollywood Blvd.      |
| Henry Fonda                           | Film                      | 1601 Vine Street          |
| Peter Fonda                           | Film                      | 7018 Hollywood Blvd.      |
| Joan Fontaine                         | Film                      | 1645 Vine Street          |
| Dick Foran                            | Television                | 1600 Vine Street          |
| June Foray                            | Television                | 7080 Hollywood Blvd.      |
| Scott Forbes                          | Television                | 1650 Vine Street          |
| Glenn Ford                            | Film                      | 6933 Hollywood Blvd.      |
| Harrison Ford (stumfilmsskådespelare) | Film                      | 6665 Hollywood Blvd       |
| Harrison Ford                         | Film                      | 6801 Hollywood Blvd.      |
| John Ford                             | Film                      | 1640 Vine Street          |
| Mary Ford and Les Paul                | se Les Paul and Mary Ford | se Les Paul and Mary Ford |
| Tennessee Ernie Ford                  | Radio                     | 1600 Vine Street          |
| Tennessee Ernie Ford                  | Musik eller inspelning    | 6922 Hollywood Blvd.      |
| Tennessee Ernie Ford                  | Television                | 6311 Hollywood Blvd.      |
| John Forsythe                         | Television                | 6549 Hollywood Blvd.      |
| David Foster                          | Musik eller inspelning    | 1750 Vine Street          |
| Preston Foster                        | Television                | 6801 Hollywood Blvd.      |
| The Four Step Brothers                | Teater                    | 7000 Hollywood Blvd.      |
| Four Tops                             | Musik eller inspelning    | 7060 Hollywood Blvd.      |
| Michael J. Fox                        | Film                      | 7021 Hollywood Blvd.      |
| William Fox                           | Film                      | 6541 Hollywood Blvd.      |
| Jamie Foxx                            | Film                      | 6801 Hollywood Blvd.      |
| Eddie Foy                             | Film                      | 1725 Vine Street          |
| Peter Frampton                        | Musik eller inspelning    | 6819 Hollywood Blvd.      |
| Zino Francescatti                     | Musik eller inspelning    | 6704 Hollywood Blvd.      |
| Anne Francis                          | Television                | 1611 Vine Street          |
| Arlene Francis                        | Radio                     | 6432 Hollywood Blvd.      |
| Arlene Francis                        | Television                | 1734 Vine Street          |
| Kay Francis                           | Film                      | 6766 Hollywood Blvd.      |
| Don Francisco                         | Television                | 7018 Hollywood Blvd.      |
| James Franco                          | Film                      | 6838 Hollywood Blvd.      |
| Aretha Franklin                       | Musik eller inspelning    | 6920 Hollywood Blvd.      |
| Sidney Franklin                       | Film                      | 6566 Hollywood Blvd.      |
| Dennis Franz                          | Television                | 7021 Hollywood Blvd.      |
| William Frawley                       | Film                      | 6322 Hollywood Blvd.      |
| Stan Freberg                          | Musik eller inspelning    | 6145 Hollywood Blvd.      |
| Pauline Frederick                     | Film                      | 7000 Hollywood Blvd.      |
| Alan Freed                            | Radio                     | 6381 Hollywood Blvd.      |
| Y. Frank Freeman                      | Film                      | 6821 Hollywood Blvd.      |
| Morgan Freeman                        | Film                      | 7021 Hollywood Blvd.      |
| Friz Freleng                          | Film                      | 7000 Hollywood Blvd.      |
| William Friedkin                      | Film                      | 6925 Hollywood Blvd.      |
| Charles Fries                         | Television                | 6819 Hollywood Blvd.      |
| Lefty Frizzell                        | Musik eller inspelning    | 6927 Hollywood Blvd.      |
| Jane Froman                           | Radio                     | 6321 Hollywood Blvd.      |
| Jane Froman                           | Musik eller inspelning    | 6145 Hollywood Blvd.      |
| Jane Froman                           | Television                | 1645 Vine Street          |
| Robert Fuller                         | Television                | 6608 Hollywood Blvd.      |
| Simon Fuller                          | Television                | 6268 Hollywood Blvd.      |
| Annette Funicello                     | Film                      | 6834 Hollywood Blvd.      |
| The Funk Brothers                     | Musik eller inspelning    | 7065 Hollywood Blvd.      |
| Betty Furness                         | Film                      | 1533 Vine Street          |
| Betty Furness                         | Television                | 6675 Hollywood Blvd.      |

## G
| Namn                     | Kategori               | Adress               |
| ------------------------ | ---------------------- | -------------------- |
| Kenny G                  | Musik eller inspelning | 7021 Hollywood Blvd  |
| Clark Gable              | Film                   | 1608 Vine Street     |
| Eva Gabor                | Television             | 6614 Hollywood Blvd. |
| Zsa Zsa Gabor            | Television             | 6915 Hollywood Blvd. |
| Juan Gabriel             | Musik eller inspelning | 7060 Hollywood Blvd. |
| Helen Gahagan            | Film                   | 1708 Vine Street     |
| Amelita Galli-Curci      | Musik eller inspelning | 6821 Hollywood Blvd. |
| Greta Garbo              | Film                   | 6901 Hollywood Blvd. |
| Andy García              | Film                   | 7000 Hollywood Blvd. |
| Ava Gardner              | Film                   | 1560 Vine Street     |
| Ed Gardner               | Radio                  | 6554 Hollywood Blvd. |
| Ed Gardner               | Television             | 6676 Hollywood Blvd. |
| John Garfield            | Film                   | 7065 Hollywood Blvd. |
| Beverly Garland          | Television             | 6801 Hollywood Blvd. |
| Judy Garland             | Film                   | 1715 Vine Street     |
| Judy Garland             | Musik eller inspelning | 6764 Hollywood Blvd. |
| Erroll Garner            | Musik eller inspelning | 6363 Hollywood Blvd. |
| James Garner             | Television             | 6927 Hollywood Blvd. |
| Peggy Ann Garner         | Film                   | 6604 Hollywood Blvd. |
| Tay Garnett              | Film                   | 6556 Hollywood Blvd. |
| Dave Garroway            | Radio                  | 6355 Hollywood Blvd. |
| Dave Garroway            | Television             | 6264 Hollywood Blvd. |
| Betty Garrett            | Teater                 | 6706 Hollywood Blvd. |
| Greer Garson             | Film                   | 1651 Vine Street     |
| Lucho Gatica             | Musik eller inspelning | 7021 Hollywood Blvd. |
| Marvin Gaye              | Musik eller inspelning | 1500 Vine Street     |
| Crystal Gayle            | Musik eller inspelning | 1515 Vine Street     |
| Janet Gaynor             | Film                   | 6284 Hollywood Blvd. |
| Mitzi Gaynor             | Film                   | 6288 Hollywood Blvd. |
| Bill Geist               | Television             | 6850 Hollywood Blvd. |
| David Gerber             | Television             | 1637 Vine Street     |
| George och Ira Gershwin  | Musik eller inspelning | 7083 Hollywood Blvd. |
| Floyd Gibbons            | Radio                  | 1631 Vine Street     |
| Leeza Gibbons            | Television             | 7021 Hollywood Blvd. |
| Georgia Gibbs            | Musik eller inspelning | 6404 Hollywood Blvd. |
| Hoot Gibson              | Film                   | 1765 Vine Street     |
| Beniamino Gigli          | Musik eller inspelning | 6901 Hollywood Blvd. |
| Billy Gilbert            | Film                   | 6263 Hollywood Blvd. |
| John Gilbert             | Film                   | 1755 Vine Street     |
| Melissa Gilbert          | Television             | 6429 Hollywood Blvd. |
| Paul Gilbert             | Television             | 6340 Hollywood Blvd. |
| Vince Gill               | Musik eller inspelning | 6901 Hollywood Blvd. |
| Dizzy Gillespie          | Musik eller inspelning | 7057 Hollywood Blvd. |
| Mickey Gilley            | Musik eller inspelning | 6930 Hollywood Blvd. |
| Dorothy Gish             | Film                   | 6385 Hollywood Blvd. |
| Lillian Gish             | Film                   | 1720 Vine Street     |
| Louise Glaum             | Film                   | 6834 Hollywood Blvd. |
| Jackie Gleason           | Musik eller inspelning | 6231 Hollywood Blvd. |
| Jackie Gleason           | Television             | 6300 Hollywood Blvd. |
| James Gleason            | Film                   | 7038 Hollywood Blvd. |
| Sharon Gless             | Television             | 7065 Hollywood Blvd. |
| The Harlem Globetrotters | Television             | 6922 Hollywood Blvd. |
| George Gobel             | Television             | 6850 Hollywood Blvd. |
| Paulette Goddard         | Film                   | 1652 Vine Street     |
| Arthur Godfrey           | Radio                  | 6233 Hollywood Blvd. |
| Arthur Godfrey           | Musik eller inspelning | 6616 Hollywood Blvd. |
| Arthur Godfrey           | Television             | 1559 Vine Street     |
| Earl Godwin              | Radio                  | 6201 Hollywood Blvd. |
| Godzilla                 | Film                   | 6925 Hollywood Blvd. |

| Namn                           | Kategori               | Adress               |
| ------------------------------ | ---------------------- | -------------------- |
| The Go-Go's                    | Musik eller inspelning | 6652 Hollywood Blvd. |
| Ernest Gold                    | Musik eller inspelning | 6434 Hollywood Blvd. |
| Leonard Goldberg               | Television             | 6901 Hollywood Blvd. |
| Whoopi Goldberg                | Film                   | 6801 Hollywood Blvd. |
| Leonard H. Goldenson           | Television             | 6834 Hollywood Blvd. |
| Edwin F. Goldman               | Radio                  | 6410 Hollywood Blvd. |
| Samuel Goldwyn                 | Film                   | 1631 Vine Street     |
| Pedro Gonzalez-Gonzalez        | Film                   | 1555 Vine Street     |
| Cuba Gooding, Jr.              | Film                   | 6834 Hollywood Blvd. |
| Al Goodman                     | Musik eller inspelning | 6300 Hollywood Blvd. |
| Benny Goodman                  | Musik eller inspelning | 6101 Hollywood Blvd. |
| Mark Goodson                   | Television             | 6374 Hollywood Blvd. |
| Bill Goodwin                   | Radio                  | 6810 Hollywood Blvd. |
| Gale Gordon                    | Radio                  | 6340 Hollywood Blvd. |
| Berry Gordy                    | Musik eller inspelning | 7000 Hollywood Blvd. |
| Mike Gore                      | Film                   | 6315 Hollywood Blvd. |
| Eydie Gormé och Steve Lawrence | Musik eller inspelning | 1541 Vine Street     |
| Freeman Fisher Gosden          | Radio                  | 1777 Vine Street     |
| Louis Gossett Jr.              | Film                   | 7000 Hollywood Blvd. |
| Jetta Goudal                   | Film                   | 6333 Hollywood Blvd. |
| Morton Gould                   | Musik eller inspelning | 6533 Hollywood Blvd. |
| Robert Goulet                  | Musik eller inspelning | 6368 Hollywood Blvd. |
| Betty Grable                   | Film                   | 6525 Hollywood Blvd. |
| Billy Graham                   | Radio                  | 6901 Hollywood Blvd. |
| Gloria Grahame                 | Film                   | 6522 Hollywood Blvd. |
| Kelsey Grammer                 | Television             | 7021 Hollywood Blvd. |
| Farley Granger                 | Television             | 1551 Vine Street     |
| Amy Grant                      | Musik eller inspelning | 6901 Hollywood Blvd. |
| Cary Grant                     | Film                   | 1610 Vine Street     |
| Johnny Grant                   | Television             | 6915 Hollywood Blvd. |
| Bonita Granville               | Film                   | 6607 Hollywood Blvd. |
| Sid Grauman                    | Film                   | 6379 Hollywood Blvd. |
| Peter Graves                   | Television             | 6667 Hollywood Blvd. |
| Gilda Gray                     | Film                   | 6620 Hollywood Blvd. |
| Glen Gray                      | Musik eller inspelning | 1709 Vine Street     |
| Jim Gray                       | Radio                  | 6801 Hollywood Blvd. |
| Kathryn Grayson                | Film                   | 1600 Vine Street     |
| Brian Grazer                   | Film                   | 7000 Hollywood Blvd  |
| Alfred Green                   | Film                   | 6529 Hollywood Blvd. |
| Jack N. Green                  | Film                   | 6925 Hollywood Blvd. |
| Mitzi Green                    | Film                   | 6430 Hollywood Blvd. |
| Harold Greene                  | Television             | 6906 Hollywood Blvd. |
| Lorne Greene                   | Television             | 1559 N. Vine Street  |
| Charlotte Greenwood            | Radio                  | 1601 Vine Street     |
| Jane Greer                     | Film                   | 1634 Vine Street     |
| Dick Gregory                   | Live performance       | 1650 Vine Street     |
| Joel Grey                      | Teater                 | 6753 Hollywood Blvd. |
| Merv Griffin                   | Television             | 1541 Vine Street     |
| Andy Griffith                  | Television             | 6418 Hollywood Blvd. |
| Corinne Griffith               | Film                   | 1560 Vine Street     |
| D.W. Griffith                  | Film                   | 6535 Hollywood Blvd. |
| Raymond Griffith               | Film                   | 6124 Hollywood Blvd. |
| Matt Groening                  | Television             | 7021 Hollywood Blvd. |
| Robert Guillaume               | Television             | 6675 Hollywood Blvd. |
| Texas Guinan                   | Film                   | 1765 Vine Street     |
| Alec Guinness                  | Film                   | 1559 Vine Street     |
| Steve Guttenberg               | Film                   | 6411 Hollywood Blvd. |
| Edmund Gwenn                   | Film                   | 1755 Vine Street     |

## H
| Namn                 | Kategori               | Adress               |
| -------------------- | ---------------------- | -------------------- |
| Buddy Hackett        | Teater                 | 6834 Hollywood Blvd. |
| Reed Hadley          | Television             | 6553 Hollywood Blvd. |
| Jean Hagen           | Television             | 1560 Vine Street     |
| Don Haggerty         | Television             | 6140 Hollywood Blvd. |
| Larry Hagman         | Television             | 1560 N. Vine Street  |
| William Haines       | Film                   | 7012 Hollywood Blvd. |
| Jester Hairston      | Television             | 6161 Hollywood Blvd. |
| Alan Hale, Sr.       | Film                   | 6532 Hollywood Blvd. |
| Alan Hale, Jr.       | Television             | 6653 Hollywood Blvd. |
| Barbara Hale         | Television             | 1628 Vine Street     |
| Creighton Hale       | Film                   | 6915 Hollywood Blvd. |
| Monte Hale           | Film                   | 7000 Hollywood Blvd. |
| Bill Haley           | Musik eller inspelning | 6350 Hollywood Blvd. |
| Jack Haley           | Radio                  | 6435 Hollywood Blvd. |
| Arsenio Hall         | Television             | 6776 Hollywood Blvd. |
| Conrad Hall          | Film                   | 7060 Hollywood Blvd. |
| Jon Hall             | Film                   | 1724 Vine Street     |
| Jon Hall             | Television             | 6933 Hollywood Blvd. |
| Monty Hall           | Television             | 6801 Hollywood Blvd. |
| Carl Stuart Hamblen  | Radio                  | 6419 Hollywood Blvd. |
| Rusty Hamer          | Television             | 6323 Hollywood Blvd. |
| George Hamilton      | Film                   | 7021 Hollywood Blvd. |
| Lloyd Hamilton       | Film                   | 6141 Hollywood Blvd. |
| Neil Hamilton        | Film                   | 6634 Hollywood Blvd. |
| Lionel Hampton       | Musik eller inspelning | 7000 Hollywood Blvd. |
| Herbie Hancock       | Musik eller inspelning | 7057 Hollywood Blvd. |
| Bill Handel          | Radio                  | 6640 Hollywood Blvd. |
| Tom Hanks            | Film                   | 7000 Hollywood Blvd. |
| Hanna-Barbera        | Television             | 6753 Hollywood Blvd. |
| Ann Harding          | Film                   | 6201 Hollywood Blvd. |
| Ann Harding          | Television             | 6850 Hollywood Blvd. |
| Cedric Hardwicke     | Film                   | 6201 Hollywood Blvd. |
| Cedric Hardwicke     | Television             | 6660 Hollywood Blvd. |
| Oliver Hardy         | Film                   | 1500 Vine Street     |
| Mariska Hargitay     | Television             | 6328 Hollywood Blvd. |
| Jean Harlow          | Film                   | 6910 Hollywood Blvd. |
| Mark Harmon          | Television             | 6253 Hollywood Blvd. |
| Arlene Harris        | Radio                  | 6250 Hollywood Blvd. |
| Ed Harris            | Film                   | 6712 Hollywood Blvd. |
| Jack H. Harris       | Film                   | 6764 Hollywood Blvd. |
| Mildred Harris       | Film                   | 6307 Hollywood Blvd. |
| Neil Patrick Harris  | Television             | 6243 Hollywood Blvd. |
| Phil Harris          | Radio                  | 6651 Hollywood Blvd. |
| Phil Harris          | Musik eller inspelning | 6508 Hollywood Blvd  |
| George Harrison      | Musik eller inspelning | 1750 Vine Street     |
| Rex Harrison         | Film                   | 6904 Hollywood Blvd. |
| Rex Harrison         | Television             | 6390 Hollywood Blvd. |
| Ray Harryhausen      | Film                   | 6840 Hollywood Blvd. |
| John Hart            | Television             | 6432 Hollywood Blvd. |
| Mary Hart            | Television             | 7000 Hollywood Blvd. |
| William S. Hart      | Film                   | 6363 Hollywood Blvd. |
| Mariette Hartley     | Television             | 7000 Hollywood Blvd. |
| Phil Hartman         | Television             | 6600 Hollywood Blvd. |
| Steve Harvey         | Radio                  | 6270 Hollywood Blvd. |
| David Hasselhoff     | Television             | 7018 Hollywood Blvd. |
| Signe Hasso          | Film                   | 7080 Hollywood Blvd. |
| Henry Hathaway       | Film                   | 1638 Vine Street     |
| Raymond Hatton       | Film                   | 1708 Vine Street     |
| June Haver           | Film                   | 1777 Vine Street     |
| June Havoc           | Film                   | 6618 Hollywood Blvd. |
| June Havoc           | Television             | 6413 Hollywood Blvd. |
| Bob Hawk             | Television             | 6413 Hollywood Blvd. |
| Howard Hawks         | Film                   | 1708 Vine Street     |
| Bill Hay             | Radio                  | 6826 Hollywood Blvd. |
| Sessue Hayakawa      | Film                   | 1645 Vine Street     |
| George "Gabby" Hayes | Radio                  | 6427 Hollywood Blvd. |
| George "Gabby" Hayes | Television             | 1724 Vine Street     |
| Helen Hayes          | Film                   | 6258 Hollywood Blvd. |
| Helen Hayes          | Radio                  | 6549 Hollywood Blvd. |
| John Hayes           | Radio                  | 6769 Hollywood Blvd. |
| Richard Hayman       | Musik eller inspelning | 1765 Vine Street     |
| Dick Haymes          | Musik eller inspelning | 1724 Vine Street     |
| Dick Haymes          | Radio                  | 6841 Hollywood Blvd. |
| Will H. Hays         | Film                   | 6116 Hollywood Blvd. |
| Louis Hayward        | Film                   | 1500 Vine Street     |
| Louis Hayward        | Television             | 1680 Vine Street     |
| Susan Hayward        | Film                   | 6251 Hollywood Blvd. |
| Rita Hayworth        | Film                   | 1645 Vine Street     |
| Edith Head           | Film                   | 6504 Hollywood Blvd. |
| Jim Healy            | Radio                  | 6740 Hollywood Blvd. |
| Chick Hearn          | Radio                  | 6755 Hollywood Blvd. |
| Heart                | Musik eller inspelning | 6752 Hollywood Blvd. |
| Patricia Heaton      | Television             | 6533 Hollywood Blvd. |
| Eileen Heckart       | Film                   | 6140 Hollywood Blvd. |
| Tippi Hedren         | Film                   | 7060 Hollywood Blvd. |
| Van Heflin           | Film                   | 6311 Hollywood Blvd. |
| Van Heflin           | Television             | 6125 Hollywood Blvd. |
| Hugh Hefner          | Television             | 7000 Hollywood Blvd. |
| Horace Heidt         | Radio                  | 1631 Vine Street     |
| Horace Heidt         | Television             | 6628 Hollywood Blvd. |
| Jascha Heifetz       | Musik eller inspelning | 6777 Hollywood Blvd. |
| Marg Helgenberger    | Television             | 6667 Hollywood Blvd. |

| Namn                   | Kategori               | Adress                              |
| ---------------------- | ---------------------- | ----------------------------------- |
| Florence Henderson     | Television             | 7070 Hollywood Blvd.                |
| Jimi Hendrix           | Musik eller inspelning | 6627 Hollywood Blvd.                |
| Sonja Henie            | Film                   | 6101 Hollywood Blvd.                |
| Paul Henreid           | Film                   | 6366 Hollywood Blvd.                |
| Paul Henreid           | Television             | 1720 Vine Street                    |
| Jim Henson             | Television             | 6631 Hollywood Blvd.                |
| Audrey Hepburn         | Film                   | 1652 Vine Street                    |
| Katharine Hepburn      | Film                   | 6284 Hollywood Blvd.                |
| Hugh Herbert           | Film                   | 6251 Hollywood Blvd.                |
| Jerry Herman           | Teater                 | 7095 Hollywood Blvd.                |
| Pee-wee Herman         | Film                   | 6562 Hollywood Blvd.                |
| Woody Herman           | Musik eller inspelning | 6805 Hollywood Blvd.                |
| Jean Hersholt          | Film                   | 6501 Hollywood Blvd.                |
| Jean Hersholt          | Radio                  | 6701 Hollywood Blvd.                |
| Irene Hervey           | Film                   | 6336 Hollywood Blvd.                |
| Charlton Heston        | Film                   | 1628 Vine Street                    |
| Eddie Heywood          | Musik eller inspelning | 1709 Vine Street                    |
| Al Hibbler             | Musik eller inspelning | 1650 Vine Street                    |
| George Hicks           | Radio                  | 6314 Hollywood Blvd.                |
| Hildegarde             | Radio                  | 6141 Hollywood Blvd.                |
| Jim Hill               | Television             | 6801 Hollywood Blvd.                |
| Cheryl Hines           | Television             | 6621 Hollywood Blvd.                |
| Alfred Hitchcock       | Film                   | 6506 Hollywood Blvd.                |
| Alfred Hitchcock       | Television             | 7013 Hollywood Blvd.                |
| John Hodiak            | Radio                  | 6101 Hollywood Blvd.                |
| Portland Hoffa         | Radio                  | 1640 Vine Street                    |
| William Holden         | Film                   | 1651 Vine Street                    |
| Billie Holiday         | Musik eller inspelning | 1540 N. Vine Street                 |
| Holland–Dozier–Holland | Musik eller inspelning | 7070 Hollywood Blvd.                |
| Judy Holliday          | Film                   | 6901 Hollywood Blvd.                |
| Earl Holliman          | Television             | 6901 Hollywood Blvd.                |
| Gordon Hollingshead    | Film                   | 6200 Hollywood Blvd.                |
| Buddy Holly            | Musik eller inspelning | 1750 N. Vine Street                 |
| Celeste Holm           | Film                   | 1500 Vine Street                    |
| Celeste Holm           | Television             | 6821 Hollywood Blvd.                |
| Burton Holmes          | Film                   | 6600 Hollywood Blvd.                |
| Phillips Holmes        | Film                   | 6908 Hollywood Blvd.                |
| Taylor Holmes          | Film                   | 6821 Hollywood Blvd.                |
| Jack Holt              | Film                   | 6313½ Hollywood Blvd.               |
| John Lee Hooker        | Musik eller inspelning | 7083 Hollywood Blvd                 |
| Bob Hope               | Film                   | 6541 Hollywood Blvd.                |
| Bob Hope               | Radio                  | 6141 Hollywood Blvd.                |
| Bob Hope               | Teater                 | Special Plaque 7021 Hollywood Blvd. |
| Bob Hope               | Television             | 6758 Hollywood Blvd.                |
| Dolores Hope           | Liveframträdande       | 7021 Hollywood Blvd.                |
| Anthony Hopkins        | Film                   | 6801 Hollywood Blvd.                |
| Linda Hopkins          | Musik eller inspelning | 6233 Hollywood Blvd.                |
| Miriam Hopkins         | Film                   | 1709 Vine Street                    |
| Miriam Hopkins         | Television             | 1716 Vine Street                    |
| Dennis Hopper          | Film                   | 6712 Hollywood Blvd.                |
| Hedda Hopper           | Film                   | 6313 Hollywood Blvd.                |
| Lena Horne             | Film                   | 6282 Hollywood Blvd.                |
| Lena Horne             | Musik eller inspelning | 6250 Hollywood Blvd.                |
| Vladimir Horowitz      | Musik eller inspelning | 1680 Vine Street                    |
| Edward Everett Horton  | Film                   | 6427 Hollywood Blvd                 |
| Harry Houdini          | Film                   | 7001 Hollywood Blvd.                |
| Eddy Howard            | Musik eller inspelning | 6724 Hollywood Blvd.                |
| John Howard            | Television             | 6515 Hollywood Blvd.                |
| Leslie Howard          | Film                   | 6550 Hollywood Blvd.                |
| Ron Howard             | Television             | 6838 Hollywood Blvd.                |
| William K. Howard      | Film                   | 1500 Vine Street                    |
| Jennifer Hudson        | Musik eller inspelning | 6262 Hollywood Blvd.                |
| Rochelle Hudson        | Film                   | 6200 Hollywood Blvd.                |
| Rock Hudson            | Film                   | 6116 Hollywood Blvd.                |
| Felicity Huffman       | Television             | 7072 Hollywood Blvd.                |
| Josephine Hull         | Film                   | 6502 Hollywood Blvd.                |
| Warren Hull            | Radio                  | 6270 Hollywood Blvd.                |
| Warren Hull            | Television             | 6135 Hollywood Blvd.                |
| H. Bruce Humberstone   | Film                   | 1752 Vine Street                    |
| Engelbert Humperdinck  | Musik eller inspelning | 7000 Hollywood Blvd.                |
| Frazier Hunt           | Radio                  | 1708 Vine Street                    |
| Marsha Hunt            | Television             | 6658 Hollywood Blvd.                |
| Pee Wee Hunt           | Musik eller inspelning | 6838 Hollywood Blvd.                |
| Holly Hunter           | Film                   | 7000 Hollywood Blvd.                |
| Jeffrey Hunter         | Television             | 6918 Hollywood Blvd.                |
| Kim Hunter             | Film                   | 1617 Vine Street                    |
| Kim Hunter             | Television             | 1715 Vine Street                    |
| Tab Hunter             | Musik eller inspelning | 6320 Hollywood Blvd.                |
| Gale Anne Hurd         | Film                   | 6621 Hollywood Blvd.                |
| Marlin Hurt            | Radio                  | 6514 Hollywood Blvd.                |
| Ted Husing             | Radio                  | 6821 Hollywood Blvd.                |
| Ferlin Husky           | Musik eller inspelning | 6675 Hollywood Blvd.                |
| Ruth Hussey            | Film                   | 1551 Vine Street                    |
| Anjelica Huston        | Film                   | 6270 Hollywood Blvd.                |
| John Huston            | Film                   | 1765 Vine Street                    |
| Walter Huston          | Film                   | 6624 Hollywood Blvd.                |
| Betty Hutton           | Film                   | 6259 Hollywood Blvd.                |

## I
| Namn           | Kategori               | Adress               |
| -------------- | ---------------------- | -------------------- |
| Julio Iglesias | Musik eller inspelning | 7000 Hollywood Blvd. |
| Thomas Ince    | Film                   | 6727 Hollywood Blvd. |
| Pedro Infante  | Musik eller inspelning | 7083 Hollywood Blvd. |
| Rex Ingram     | Film                   | 1651 Hollywood Blvd. |
| Jill Ireland   | Film                   | 6751 Hollywood Blvd. |
| John Ireland   | Television             | 7021 Hollywood Blvd. |
| José Iturbi    | Musik eller inspelning | 6834 Hollywood Blvd. |

## J
| Namn                      | Kategori               | Adress               |
| ------------------------- | ---------------------- | -------------------- |
| Hugh Jackman              | Film                   | 6931 Hollywood Blvd. |
| Alan Jackson              | Musik eller inspelning | 6901 Hollywood Blvd. |
| Janet Jackson             | Musik eller inspelning | 1500 Vine Street     |
| Mahalia Jackson           | Musik eller inspelning | 6840 Hollywood Blvd. |
| Michael Jackson           | Radio                  | 1541 Vine Street     |
| Michael Jackson           | Musik eller inspelning | 6927 Hollywood Blvd. |
| Peter Jackson             | Film                   | 6801 Hollywood Blvd. |
| Samuel L. Jackson         | Film                   | 7018 Hollywood Blvd. |
| Sherry Jackson            | Television             | 6324 Hollywood Blvd. |
| The Jacksons              | Musik eller inspelning | 1500 Vine Street     |
| Dean Jagger               | Film                   | 1623 Vine Street     |
| Jimmy Jam och Terry Lewis | Musik eller inspelning | 6363 Hollywood Blvd. |
| Dennis James              | Television             | 6753 Hollywood Blvd. |
| Etta James                | Musik eller inspelning | 7080 Hollywood Blvd. |
| Harry James               | Musik eller inspelning | 6683 Hollywood Blvd. |
| Joni James                | Musik eller inspelning | 6814 Hollywood Blvd. |
| Sonny James               | Musik eller inspelning | 6630 Hollywood Blvd. |
| Jane's Addiction          | Musik eller inspelning | 6436 Hollywood Blvd. |
| Elsie Janis               | Film                   | 6770 Hollywood Blvd. |
| Emil Jannings             | Film                   | 1630 Vine Street     |
| David Janssen             | Television             | 7011 Hollywood Blvd. |
| Maurice Jarre             | Film                   | 6505 Hollywood Blvd. |
| Al Jarreau                | Musik eller inspelning | 7083 Hollywood Blvd. |
| Jaime Jarrín              | Radio                  | 6381 Hollywood Blvd. |
| Anne Jeffreys             | Television             | 1501 Vine Street     |
| Herb Jeffries             | Film                   | 6672 Hollywood Blvd. |
| Gordon Jenkins            | Musik eller inspelning | 6626 Hollywood Blvd. |
| Adele Jergens             | Television             | 7046 Hollywood Blvd. |
| George Jessel             | Film                   | 1777 Vine Street     |
| Isabel Jewell             | Film                   | 1560 Vine Street     |
| Norman Jewison            | Film                   | 7000 Hollywood Blvd. |
| Billy Joel                | Musik eller inspelning | 6233 Hollywood Blvd. |
| Scarlett Johansson        | Film                   | 6931 Hollywood Blvd. |
| Elton John                | Musik eller inspelning | 6915 Hollywood Blvd. |

| Namn                   | Kategori               | Adress               |
| ---------------------- | ---------------------- | -------------------- |
| Ben Johnson            | Film                   | 7083 Hollywood Blvd. |
| Don Johnson            | Television             | 7080 Hollywood Blvd. |
| Earvin "Magic" Johnson | Film                   | 7018 Hollywood Blvd. |
| Nunnally Johnson       | Film                   | 6240 Hollywood Blvd. |
| Van Johnson            | Film                   | 6600 Hollywood Blvd. |
| Al Jolson              | Film                   | 6622 Hollywood Blvd. |
| Al Jolson              | Radio                  | 6750 Hollywood Blvd. |
| Al Jolson              | Musik eller inspelning | 1716 Vine Street     |
| Allan Jones            | Musik eller inspelning | 6100 Hollywood Blvd. |
| Buck Jones             | Film                   | 6834 Hollywood Blvd. |
| Chuck Jones            | Film                   | 7011 Hollywood Blvd. |
| Dick Jones             | Television             | 7042 Hollywood Blvd. |
| Gordon Jones           | Television             | 1623 Vine Street     |
| Jack Jones             | Musik eller inspelning | 6104 Hollywood Blvd. |
| Jennifer Jones         | Film                   | 6429 Hollywood Blvd. |
| Quincy Jones           | Musik eller inspelning | 1500 Vine Street     |
| Shirley Jones          | Film                   | 1541 Vine Street     |
| Spike Jones            | Radio                  | 6290 Hollywood Blvd. |
| Spike Jones            | Musik eller inspelning | 1500 Vine Street     |
| Tom Jones              | Musik eller inspelning | 6608 Hollywood Blvd. |
| Tommy Lee Jones        | Film                   | 6925 Hollywood Blvd. |
| Janis Joplin           | Musik eller inspelning | 6752 Hollywood Blvd. |
| Victor Jory            | Film                   | 6605 Hollywood Blvd. |
| José José              | Musik eller inspelning | 7036 Hollywood Blvd. |
| Louis Jourdan          | Musik eller inspelning | 6153 Hollywood Blvd. |
| Louis Jourdan          | Television             | 6445 Hollywood Blvd. |
| Journey                | Musik eller inspelning | 6750 Hollywood Blvd. |
| Leatrice Joy           | Film                   | 6517 Hollywood Blvd. |
| Judge Judy             | se Judith Sheindlin    | se Judith Sheindlin  |
| Katy Jurado            | Film                   | 7065 Hollywood Blvd. |

## K
| Namn              | Kategori               | Adress               |
| ----------------- | ---------------------- | -------------------- |
| Ellen K.          | Radio                  | 6270 Hollywood Blvd. |
| Kitty Kallen      | Musik eller inspelning | 7021 Hollywood Blvd. |
| Herbert Kalmus    | Film                   | 6157 Hollywood Blvd. |
| Boris Karloff     | Film                   | 1737 Vine Street     |
| Boris Karloff     | Television             | 6664 Hollywood Blvd. |
| Casey Kasem       | Radio                  | 6931 Hollywood Blvd. |
| Danny Kaye        | Film                   | 6563 Hollywood Blvd. |
| Danny Kaye        | Musik eller inspelning | 6125 Hollywood Blvd. |
| Danny Kaye        | Radio                  | 6101 Hollywood Blvd. |
| Sammy Kaye        | Musik eller inspelning | 6767 Hollywood Blvd. |
| Sammy Kaye        | Television             | 6419 Hollywood Blvd. |
| Sammy Kaye        | Radio                  | 6821 Hollywood Blvd. |
| Elia Kazan        | Film                   | 6800 Hollywood Blvd. |
| Buster Keaton     | Film                   | 6619 Hollywood Blvd. |
| Buster Keaton     | Television             | 6321 Hollywood Blvd. |
| Howard Keel       | Film                   | 6253 Hollywood Blvd. |
| Ruby Keeler       | Film                   | 6730 Hollywood Blvd. |
| Bill Keene        | Radio                  | 1541 Vine Street     |
| Bob Keeshan       | Television             | Sunset & Vine        |
| Brian Keith       | Television             | 7021 Hollywood Blvd. |
| Annette Kellerman | Film                   | 6608 Hollywood Blvd. |
| DeForest Kelley   | Film                   | 7021 Hollywood Blvd. |
| Gene Kelly        | Film                   | 6153 Hollywood Blvd. |
| Grace Kelly       | Film                   | 6329 Hollywood Blvd. |
| Nancy Kelly       | Film                   | 7021 Hollywood Blvd. |
| Patsy Kelly       | Film                   | 6669 Hollywood Blvd. |
| Shotgun Tom Kelly | Radio                  | 7080 Hollywood Blvd. |
| Arthur Kennedy    | Film                   | 6681 Hollywood Blvd. |
| Arthur Kennedy    | Television             | 1620 Vine Street     |
| Edgar Kennedy     | Film                   | 6901 Hollywood Blvd. |
| George Kennedy    | Film                   | 6356 Hollywood Blvd. |
| John B. Kennedy   | Radio                  | 1611 Vine Street     |
| Madge Kennedy     | Film                   | 1600 Vine Street     |
| Stan Kenton       | Musik eller inspelning | 6340 Hollywood Blvd. |
| Grodan Kermit     | Television             | 6801 Hollywood Blvd. |
| Deborah Kerr      | Film                   | 1709 Vine Street     |
| J. M. Kerrigan    | Film                   | 6621 Hollywood Blvd. |
| Norman Kerry      | Film                   | 6724 Hollywood Blvd. |
| Chaka Khan        | Musik eller inspelning | 6623 Hollywood Blvd. |

| Namn              | Kategori               | Adress               |
| ----------------- | ---------------------- | -------------------- |
| Nicole Kidman     | Film                   | 6801 Hollywood Blvd. |
| Dorothy Kilgallen | Television             | 6780 Hollywood Blvd. |
| Jimmy Kimmel      | Television             | 6840 Hollywood Blvd. |
| Andrea King       | Television             | 1547 Vine Street     |
| B.B. King         | Musik eller inspelning | 6771 Hollywood Blvd. |
| Carole King       | Musik eller inspelning | 6906 Hollywood Blvd. |
| John Reed King    | Radio                  | 6402 Hollywood Blvd. |
| Henry King        | Film                   | 6327 Hollywood Blvd. |
| Larry King        | Television             | 6616 Hollywood Blvd. |
| Pee Wee King      | Musik eller inspelning | 1715 Vine Street     |
| Peggy King        | Television             | 6563 Hollywood Blvd. |
| Wayne King        | Radio                  | 6251 Hollywood Blvd. |
| Ben Kingsley      | Film                   | 6931 Hollywood Blvd. |
| Joe Kirkwood, Jr. | Television             | 1632 Vine Street     |
| Dorothy Kirsten   | Musik eller inspelning | 6331 Hollywood Blvd. |
| KISS              | Musik eller inspelning | 7080 Hollywood Blvd. |
| Eartha Kitt       | Musik eller inspelning | 6656 Hollywood Blvd. |
| Kevin Kline       | Film                   | 7000 Hollywood Blvd. |
| Jack Klugman      | Television             | 6555 Hollywood Blvd. |
| Evelyn Knight     | Musik eller inspelning | 6136 Hollywood Blvd. |
| Gladys Knight     | Musik eller inspelning | 7083 Hollywood Blvd. |
| June Knight       | Film                   | 6247 Hollywood Blvd. |
| Raymond Knight    | Radio                  | 6130 Hollywood Blvd. |
| Ted Knight        | Television             | 6673 Hollywood Blvd. |
| Don Knotts        | Television             | 7083 Hollywood Blvd. |
| Patric Knowles    | Television             | 6542 Hollywood Blvd. |
| Peggy Knudsen     | Television             | 6262 Hollywood Blvd. |
| Walter Koenig     | Television             | 6679 Hollywood Blvd. |
| Kool & the Gang   | Musik eller inspelning | 7065 Hollywood Blvd. |
| Theodore Kosloff  | Film                   | 1617 Vine Street     |
| Andre Kostelanetz | Musik eller inspelning | 6542 Hollywood Blvd. |
| Henry Koster      | Film                   | 6762 Hollywood Blvd. |
| Ernie Kovacs      | Television             | 6307 Hollywood Blvd. |
| Dave Koz          | Musik eller inspelning | 1750 Vine Street     |
| Stanley Kramer    | Film                   | 6100 Hollywood Blvd. |
| Fritz Kreisler    | Musik eller inspelning | 6655 Hollywood Blvd. |
| Kurt Kreuger      | Film                   | 1560 Vine Street     |
| Otto Kruger       | Film                   | 1734 Vine Street     |
| Otto Kruger       | Television             | 6331 Hollywood Blvd. |
| Kay Kyser         | Radio                  | 1601 Vine Street     |
| Kay Kyser         | Musik eller inspelning | 1708 Vine Street     |

## L
| Namn                                      | Kategori               | Adress                          |
| ----------------------------------------- | ---------------------- | ------------------------------- |
| Patti LaBelle                             | Musik eller inspelning | 7000 Hollywood Blvd.            |
| Art Laboe                                 | Radio                  | 6800 Hollywood Blvd.            |
| Gregory La Cava                           | Film                   | 6906 Hollywood Blvd.            |
| Alan Ladd                                 | Film                   | 1601 Vine Street                |
| Alan Ladd, Jr.                            | Film                   | 7018 Hollywood Blvd.            |
| Diane Ladd                                | Film                   | 6270 Hollywood Blvd.            |
| Jim Ladd                                  | Radio                  | 7018 Hollywood Blvd.            |
| Carl Laemmle                              | Film                   | 6301 Hollywood Blvd.            |
| Frankie Laine                             | Musik eller inspelning | 6385 Hollywood Blvd.            |
| Frankie Laine                             | Television             | 1645 Vine Street                |
| Alice Lake                                | Film                   | 1624 Vine Street                |
| Arthur Lake                               | Radio                  | 6646 Hollywood Blvd.            |
| Veronica Lake                             | Film                   | 6918 Hollywood Blvd.            |
| Jack LaLanne                              | Television             | 7000 Hollywood Blvd.            |
| Guy Laliberté                             | Teater                 | 6801 Hollywood Blvd.            |
| Barbara La Marr                           | Film                   | 1621 Vine Street                |
| Hedy Lamarr                               | Film                   | 6247 Hollywood Blvd.            |
| Dorothy Lamour                            | Film                   | 6332 Hollywood Blvd.            |
| Dorothy Lamour                            | Radio                  | 6240 Hollywood Blvd.            |
| Burt Lancaster                            | Film                   | 6801 Hollywood Blvd.            |
| Martin Landau                             | Film                   | 6801 Hollywood Blvd.            |
| Elissa Landi                              | Film                   | 1611 Vine Street                |
| Carole Landis                             | Film                   | 1765 Vine Street                |
| Michael Landon                            | Television             | 1500 N. Vine Street             |
| Klaus Landsberg                           | Television             | 1500 N. Vine Street             |
| Abbe Lane                                 | Television             | 6385 Hollywood Blvd.            |
| Dick Lane                                 | Television             | 6317 Hollywood Blvd.            |
| Nathan Lane                               | Film                   | 6801 Hollywood Blvd.            |
| Sidney Lanfield                           | Film                   | 6101 Hollywood Blvd.            |
| Fritz Lang                                | Film                   | 1600 Vine Street                |
| Walter Lang                               | Film                   | 6520 Hollywood Blvd.            |
| Harry Langdon                             | Film                   | 6927 Hollywood Blvd.            |
| Frances Langford                          | Film                   | 1500 Vine Street                |
| Frances Langford                          | Radio                  | 1525 Vine Street                |
| John Langley                              | Television             | 6667 Hollywood Blvd.            |
| Angela Lansbury                           | Film                   | 6623 Hollywood Blvd             |
| Angela Lansbury                           | Television             | 6259 Hollywood Blvd.            |
| Joi Lansing                               | Television             | 6529 Hollywood Blvd             |
| Sherry Lansing                            | Film                   | 6925 Hollywood Blvd.            |
| Queen Latifah                             | Film                   | 6915 Hollywood Blvd.            |
| Walter Lantz                              | Film                   | 7000 Hollywood Blvd.            |
| Mario Lanza                               | Musik eller inspelning | 1751 Vine Street                |
| Mario Lanza                               | Film                   | 6821 Hollywood Blvd.            |
| Laura La Plante                           | Film                   | 6378 Hollywood Blvd.            |
| Rod La Rocque                             | Film                   | 1580 Vine Street                |
| Julius La Rosa                            | Television             | 6290 Hollywood Blvd.            |
| Milt och Bill Larsen                      | Teater                 | 6931 Hollywood Blvd.            |
| Glen A. Larson                            | Television             | 6673 Hollywood Blvd.            |
| Jesse L. Lasky                            | Film                   | 6433 Hollywood Blvd.            |
| John Lasseter                             | Film                   | 6834 Hollywood Blvd.            |
| Lassie                                    | Film                   | 6368 Hollywood Blvd.            |
| Charles Laughton                          | Film                   | 7021 Hollywood Blvd.            |
| Stan Laurel                               | Film                   | 7021 Hollywood Blvd.            |
| Peter Lawford                             | Television             | 6922 Hollywood Blvd.            |
| Barbara Lawrence                          | Television             | 1735 Vine Street                |
| Carol Lawrence                            | Teater                 | 6211 Hollywood Blvd.            |
| Steve Lawrence & Eydie Gormé              | Teater                 | se Eydie Gormé & Steve Lawrence |
| Cloris Leachman                           | Television             | 6435 Hollywood Blvd.            |
| Norman Lear                               | Television             | 6615 Hollywood Blvd.            |
| Francis Lederer                           | Film                   | 6902 Hollywood Blvd.            |
| Anna Lee                                  | Film                   | 6777 Hollywood Blvd.            |
| Bruce Lee                                 | Film                   | 6933 Hollywood Blvd.            |
| Gypsy Rose Lee                            | Film                   | 6351 Hollywood Blvd.            |
| Lila Lee                                  | Film                   | 1716 Vine Street                |
| Michele Lee                               | Television             | 6363 Hollywood Blvd.            |
| Peggy Lee                                 | Musik eller inspelning | 6319 Hollywood Blvd.            |
| Pinky Lee                                 | Television             | 6201 Hollywood Blvd.            |
| Rowland V. Lee                            | Film                   | 6313 Hollywood Blvd.            |
| Ruta Lee                                  | Film                   | 6901 Hollywood Blvd.            |
| Stan Lee                                  | Film                   | 7072 Hollywood Blvd.            |
| Lotte Lehmann (Stavat Lottie på stjärnan) | Musik eller inspelning | 1735 Hollywood Blvd.            |
| Jerry Leiber och Mike Stoller             | Musik eller inspelning | 7083 Hollywood Blvd.            |
| Janet Leigh                               | Film                   | 1777 Vine Street                |
| Vivien Leigh                              | Film                   | 6773 Hollywood Blvd.            |
| Mitchell Leisen                           | Film                   | 6241 Hollywood Blvd.            |
| Jack Lemmon                               | Film                   | 6357 Hollywood Blvd.            |
| John Lennon                               | Musik eller inspelning | 1750 Vine Street                |
| The Lennon Sisters                        | Television             | 1500 Vine Street                |
| Jay Leno                                  | Television             | 6780 Hollywood Blvd.            |
| Robert Z. Leonard                         | Film                   | 6370 Hollywood Blvd.            |
| Mervyn LeRoy                              | Film                   | 1560 Vine Street                |
| Jack Lescoulie                            | Television             | 6500 Hollywood Blvd.            |
| Joan Leslie                               | Television             | 1560 Vine Street                |
| Sol Lesser                                | Film                   | 6533 Hollywood Blvd.            |
| Earl Lestz                                | Film                   | 6807 Hollywood Blvd.            |
| Oscar Levant                              | Musik eller inspelning | 6728 Hollywood Blvd.            |

| Namn                      | Kategori               | Adress               |
| ------------------------- | ---------------------- | -------------------- |
| Fulton Lewis              | Radio                  | 6258 Hollywood Blvd. |
| Jerry Lewis               | Television             | 6150 Hollywood Blvd  |
| Jerry Lewis               | Film                   | 6821 Hollywood Blvd. |
| Jerry Lee Lewis           | Musik eller inspelning | 6631 Hollywood Blvd. |
| Robert Q. Lewis           | Television             | 1709 Vine Street     |
| Shari Lewis               | Television             | 6743 Hollywood Blvd. |
| Bill Leyden               | Television             | 6136 Hollywood Blvd. |
| Liberace                  | Musik eller inspelning | 6527 Hollywood Blvd. |
| Liberace                  | Television             | 6739 Hollywood Blvd. |
| Al Lichtman               | Film                   | 6821 Hollywood Blvd. |
| Beatrice Lillie           | Film                   | 6404 Hollywood Blvd. |
| Elmo Lincoln              | Film                   | 7042 Hollywood Blvd. |
| Eric Linden               | Film                   | 1648 Vine Street     |
| Kate Linder               | Television             | 7021 Hollywood Blvd. |
| Margaret Lindsay          | Film                   | 6318 Hollywood Blvd. |
| Art Linkletter            | Radio                  | 6363 Hollywood Blvd. |
| Art Linkletter            | Television             | 1560 Vine Street     |
| John Lithgow              | Television             | 6666 Hollywood Blvd. |
| Cleavon Little            | Film                   | 7080 Hollywood Blvd. |
| Jack Little               | Radio                  | 6618 Hollywood Blvd. |
| Rich Little               | Television             | 6372 Hollywood Blvd. |
| Anatole Litvak            | Film                   | 6635 Hollywood Blvd. |
| Livingston & Evans        | Musik eller inspelning | 7083 Hollywood Blvd. |
| Mary Livingstone          | Radio                  | 6705 Hollywood Blvd. |
| Frank Lloyd               | Film                   | 6667 Hollywood Blvd. |
| Harold Lloyd              | Film                   | 1503 Vine Street     |
| Andrew Lloyd Webber       | Teater                 | 6233 Hollywood Blvd. |
| Gene Lockhart             | Film                   | 6307 Hollywood Blvd. |
| Gene Lockhart             | Television             | 6681 Hollywood Blvd. |
| June Lockhart             | Film                   | 6323 Hollywood Blvd. |
| June Lockhart             | Television             | 6362 Hollywood Blvd. |
| Kathleen Lockhart         | Film                   | 6241 Hollywood Blvd. |
| Marcus Loew               | Film                   | 1617 Vine Street     |
| Joshua Logan              | Film                   | 6235 Hollywood Blvd. |
| Kenny Loggins             | Musik eller inspelning | 7021 Hollywood Blvd. |
| Al Lohman & Roger Barkley | Radio                  | 1540 N. Vine Street  |
| Carole Lombard            | Film                   | 6930 Hollywood Blvd. |
| Guy Lombardo              | Radio                  | 6677 Hollywood Blvd. |
| Guy Lombardo              | Television             | 6363 Hollywood Blvd. |
| Guy Lombardo              | Musik eller inspelning | 6666 Hollywood Blvd. |
| Julie London              | Musik eller inspelning | 7000 Hollywood Blvd. |
| Jennifer Lopez            | Musik eller inspelning | 6262 Hollywood Blvd. |
| George Lopez              | Television             | 6801 Hollywood Blvd. |
| Israel "Cachao" López     | Musik eller inspelning | 6554 Hollywood Blvd. |
| Vincent Lopez             | Radio                  | 6609 Hollywood Blvd. |
| Marjorie Lord             | Television             | 6317 Hollywood Blvd. |
| Phillips Lord             | Radio                  | 6912 Hollywood Blvd. |
| Sophia Loren              | Film                   | 7050 Hollywood Blvd. |
| Chuck Lorre               | Television             | 7021 Hollywood Blvd. |
| Peter Lorre               | Film                   | 6619 Hollywood Blvd. |
| Los Angeles Dodgers       | Special                | 6800 Hollywood Blvd. |
| Los Tigres del Norte      | Musik eller inspelning | 7060 Hollywood Blvd. |
| Julia Louis-Dreyfus       | Television             | 6250 Hollywood Blvd. |
| Anita Louise              | Film                   | 6821 Hollywood Blvd. |
| Bessie Love               | Film                   | 6777 Hollywood Blvd. |
| Frank Lovejoy             | Television             | 6325 Hollywood Blvd. |
| Edmund Lowe               | Film                   | 6363 Hollywood Blvd. |
| Edmund Lowe               | Television             | 6601 Hollywood Blvd. |
| Jim Lowe                  | Musik eller inspelning | 6333 Hollywood Blvd. |
| Myrna Loy                 | Film                   | 6685 Hollywood Blvd. |
| Siegmund Lubin            | Film                   | 6166 Hollywood Blvd. |
| Ernst Lubitsch            | Film                   | 7042 Hollywood Blvd. |
| Norman Luboff             | Musik eller inspelning | 1620 Vine Street     |
| Susan Lucci               | Television             | 6801 Hollywood Blvd. |
| Allen Ludden              | Television             | 6743 Hollywood Blvd. |
| Bela Lugosi               | Film                   | 6340 Hollywood Blvd. |
| Paul Lukas                | Film                   | 6821 Hollywood Blvd. |
| Keye Luke                 | Film                   | 7000 Hollywood Blvd. |
| Auguste Lumière           | Film                   | 6320 Hollywood Blvd. |
| Louis Lumière             | Film                   | 1529 Vine Street     |
| Humberto Luna             | Television             | 6776 Hollywood Blvd. |
| Art Lund                  | Musik eller inspelning | 6126 Hollywood Blvd. |
| Ida Lupino                | Television             | 1724 Vine Street     |
| Ida Lupino                | Film                   | 6821 Hollywood Blvd. |
| John Lupton               | Television             | 1713 Vine Street     |
| Frank Luther              | Musik eller inspelning | 1708 Vine Street     |
| A. C. Lyles               | Film                   | 6840 Hollywood Blvd. |
| Frankie Lymon             | Musik eller inspelning | 7083 Hollywood Blvd. |
| Jane Lynch                | Television             | 6640 Hollywood Blvd. |
| Jeff Lynne                | Musik eller inspelning | 1750 Vine Street     |
| Diana Lynn                | Film                   | 1625 Vine Street     |
| Diana Lynn                | Television             | 6350 Hollywood Blvd. |
| Loretta Lynn              | Musik eller inspelning | 1515 Vine Street     |
| Ben Lyon                  | Film                   | 1724 Vine Street     |
| Bert Lytell               | Film                   | 6417 Hollywood Blvd. |

## M
| Namn                         | Kategori                        | Adress                          |
| ---------------------------- | ------------------------------- | ------------------------------- |
| Jeanette MacDonald           | Film                            | 6157 Hollywood Blvd.            |
| Jeanette MacDonald           | Musik eller inspelning          | 1628 Vine Street                |
| Katherine MacDonald          | Film                            | 6759 Hollywood Blvd.            |
| Gisele MacKenzie             | Television                      | 1601 Vine Street                |
| Helen Mack                   | Film                            | 6310 Hollywood Blvd.            |
| Ted Mack                     | Television                      | 6300 Hollywood Blvd.            |
| Shirley MacLaine             | Film                            | 1617 Vine Street                |
| Barton MacLane               | Television                      | 6719 Hollywood Blvd.            |
| Fred MacMurray               | Film                            | 6421 Hollywood Blvd.            |
| Jeanie MacPherson            | Film                            | 6150 Hollywood Blvd.            |
| Gordon MacRae                | Radio                           | 6325 Hollywood Blvd.            |
| William H. Macy              | Film                            | 7072 Hollywood Blvd.            |
| Johnny Maddox                | Musik eller inspelning          | 6401 Hollywood Blvd.            |
| Guy Madison                  | Radio                           | 6933 Hollywood Blvd.            |
| Guy Madison                  | Television                      | 6333 Hollywood Blvd.            |
| Anna Magnani                 | Film                            | 6385 Hollywood Blvd.            |
| Bill Maher                   | Television                      | 1634 Vine Street                |
| Lee Majors                   | Television                      | 6931 Hollywood Blvd.            |
| Mako                         | Film                            | 7095 Hollywood Blvd.            |
| Karl Malden                  | Film                            | 6231 Hollywood Blvd.            |
| Dorothy Malone               | Film                            | 1716 Vine Street                |
| Ted Malone                   | Radio                           | 1628 Vine Street                |
| Rouben Mamoulian             | Film                            | 1709 Vine Street                |
| Henry Mancini                | Musik eller inspelning          | 6821 Hollywood Blvd.            |
| Howie Mandel                 | Television                      | 6366 Hollywood Blvd.            |
| Barry Manilow                | Musik eller inspelning          | 6233 Hollywood Blvd.            |
| Joseph L. Mankiewicz         | Film                            | 6201 Hollywood Blvd.            |
| Anthony Mann                 | Film                            | 6229 Hollywood Blvd.            |
| Delbert Mann                 | Film                            | 1716 Vine Street                |
| Hank Mann                    | Film                            | 6300 Hollywood Blvd.            |
| Jayne Mansfield              | Film                            | 6328 Hollywood Blvd.            |
| Joe Mantegna                 | Teater                          | 6654 Hollywood Blvd.            |
| Mantovani                    | Musik eller inspelning          | 1708 Vine Street                |
| Fredric March                | Film                            | 1620 Vine Street                |
| Hal March                    | Radio                           | 1560 Vine Street                |
| Hal March                    | Television                      | 6536 Hollywood Blvd.            |
| Rose Marie                   | Television                      | 7083 Hollywood Blvd.            |
| Julianna Margulies           | Television                      | 6621 Hollywood Blvd.            |
| Mark & Brian                 | Radio                           | 6767 Hollywood Blvd.            |
| Bob Marley                   | Musik eller inspelning          | 7080 Hollywood Blvd.            |
| J. Peverell Marley           | Film                            | 6819 Hollywood Blvd.            |
| Jess Marlow                  | Television                      | 6420 Hollywood Blvd.            |
| Mae Marsh                    | Film                            | 1600 Vine Street                |
| Garry Marshall               | Television                      | 6838 Hollywood Blvd.            |
| George Marshall              | Film                            | 7048 Hollywood Blvd.            |
| Herbert Marshall             | Film                            | 6200 Hollywood Blvd.            |
| Penny Marshall               | Television                      | 7021 Hollywood Blvd             |
| Dean Martin                  | Film                            | 6519 Hollywood Blvd.            |
| Dean Martin                  | Musik eller inspelning          | 1617 Vine Street                |
| Dean Martin                  | Television                      | 6651 Hollywood Blvd.            |
| Dick Martin och Dan Rowan    | se Dan Rowan och Dick Martin    | se Dan Rowan och Dick Martin    |
| Freddy Martin                | Musik eller inspelning          | 6532 Hollywood Blvd.            |
| Marion Martin                | Film                            | 6915 Hollywood Blvd.            |
| Mary Martin                  | Radio                           | 6609 Hollywood Blvd.            |
| Mary Martin                  | Musik eller inspelning          | 1560 Vine Street                |
| Quinn Martin                 | Television                      | 6667 Hollywood Blvd.            |
| Ricky Martin                 | Musik eller inspelning          | 6901 Hollywood Blvd.            |
| Tony Martin                  | Film                            | 6436 Hollywood Blvd.            |
| Tony Martin                  | Radio                           | 1760 Vine Street                |
| Tony Martin                  | Musik eller inspelning          | 6331 Hollywood Blvd.            |
| Tony Martin                  | Television                      | 1725 Vine Street                |
| Wink Martindale              | Television                      | 7018 Hollywood Blvd.            |
| Groucho Marx                 | Television                      | 1734 Vine Street                |
| Groucho Marx                 | Radio                           | 6821 Hollywood Blvd.            |
| James Mason                  | Television                      | 6821 Hollywood Blvd.            |
| Ilona Massey                 | Film                            | 1623 Vine Street                |
| Raymond Massey               | Film                            | 1719 Vine Street                |
| Raymond Massey               | Television                      | 6706 Hollywood Blvd.            |
| Johnny Mathis                | Musik eller inspelning          | 1501 Vine Street                |
| Marlee Matlin                | Film                            | 6667 Hollywood Blvd.            |
| Walter Matthau               | Film                            | 6357 Hollywood Blvd.            |
| Victor Mature                | Film                            | 6780 Hollywood Blvd.            |
| Louis B. Mayer               | Film                            | 1637 Vine Street                |
| Ken Maynard                  | Film                            | 6751 Hollywood Blvd.            |
| Archie Mayo                  | Film                            | 6301 Hollywood Blvd.            |
| Virginia Mayo                | Television                      | 1751 Vine Street                |
| Paul Mazursky                | Film                            | 6667 Hollywood Blvd.            |
| May McAvoy                   | Film                            | 1731 Vine Street                |
| Mary Margaret McBride        | Radio                           | 7018 Hollywood Blvd.            |
| Irish McCalla                | Television                      | 1720 Vine Street                |
| Mercedes McCambridge         | Film                            | 1720 Vine Street                |
| Mercedes McCambridge         | Television                      | 6243 Hollywood Blvd.            |
| Leo McCarey                  | Film                            | 1500 Vine Street                |
| Clem McCarthy                | Radio                           | 6563 Hollywood Blvd.            |
| Melissa McCarthy             | Film                            | 6927 Hollywood Blvd.            |
| Paul McCartney               | Musik eller inspelning          | 1750 Vine Street                |
| Doug McClure                 | Television                      | 7065 Hollywood Blvd.            |
| Matthew McConaughey          | Film                            | 6931 Hollywood Blvd.            |
| Smilin' Ed McConnell         | Radio                           | 6650 Hollywood Blvd.            |
| Patty McCormack              | Film                            | 6312 Hollywood Blvd.            |
| Larry McCormick              | Television                      | 6420 Hollywood Blvd.            |
| Clyde McCoy                  | Musik eller inspelning          | 6426 Hollywood Blvd.            |
| Tim McCoy                    | Film                            | 1600 Vine Street                |
| Tex McCrary                  | Television                      | 1628 Vine Street                |
| Joel McCrea                  | Film                            | 6901 Hollywood Blvd.            |
| Joel McCrea                  | Radio                           | 6241 Hollywood Blvd.            |
| Hattie McDaniel              | Film                            | 1719 Vine Street                |
| Hattie McDaniel              | Radio                           | 6933 Hollywood Blvd.            |
| Roddy McDowall               | Television                      | 6632 Hollywood Blvd.            |
| Malcolm McDowell             | Film                            | 6714 Hollywood Blvd.            |
| Reba McEntire                | Musik eller inspelning          | 7018 Hollywood Blvd.            |
| George "Spanky" McFarland    | Film                            | 7095 Hollywood Blvd.            |
| Fibber McGee och Molly       | se Fibber McGee och Molly       | se Fibber McGee och Molly       |
| Charles McGraw               | Television                      | 6927 Hollywood Blvd.            |
| Tim McGraw                   | Musik eller inspelning          | 6901 Hollywood Blvd.            |
| Dorothy McGuire              | Film                            | 6933 Hollywood Blvd.            |
| Rod McKuen                   | Musik eller inspelning          | 1501 Vine Street                |
| Victor McLaglen              | Film                            | 1735 Vine Street                |
| Norman Z. McLeod             | Film                            | 1724 Vine Street                |
| Ed McMahon                   | Television                      | 7000 Hollywood Blvd.            |
| Vince McMahon                | Television                      | 6801 Hollywood Blvd.            |
| Graham McNamee               | Radio                           | 6405 Hollywood Blvd.            |
| Don McNeill                  | Radio                           | 6301 Hollywood Blvd.            |
| Steve McQueen                | Film                            | 6834 Hollywood Blvd.            |
| Audrey Meadows               | Television                      | 6100 Hollywood Blvd.            |
| Anne Meara och Jerry Stiller | se Jerry Stiller och Anne Meara | se Jerry Stiller och Anne Meara |

| Namn                            | Kategori               | Adress               |
| ------------------------------- | ---------------------- | -------------------- |
| Mike Medavoy                    | Film                   | 6801 Hollywood Blvd. |
| Donald Meek                     | Film                   | 1752 Vine Street     |
| George Meeker                   | Film                   | 6101 Hollywood Blvd. |
| Zubin Mehta                     | Musik eller inspelning | 1600 Vine Street     |
| George Melachrino               | Musik eller inspelning | 1625 Vine Street     |
| Thomas Meighan                  | Film                   | 1719 Vine Street     |
| Meiklejohn                      | Film                   | 1777 Vine Street     |
| Lauritz Melchior                | Musik eller inspelning | 1718 Vine Street     |
| James Melton                    | Radio                  | 6300 Hollywood Blvd. |
| James Melton                    | Musik eller inspelning | 6564 Hollywood Blvd. |
| Rafael Méndez                   | Musik eller inspelning | 6767 Hollywood Blvd. |
| Adolphe Menjou                  | Film                   | 6826 Hollywood Blvd. |
| Alan Menken                     | Film                   | 6834 Hollywood Blvd. |
| Yehudi Menuhin                  | Musik eller inspelning | 6710 Hollywood Blvd. |
| Johnny Mercer                   | Television             | 1628 Vine Street     |
| Burgess Meredith                | Film                   | 6904 Hollywood Blvd. |
| Una Merkel                      | Film                   | 6262 Hollywood Blvd. |
| Ethel Merman                    | Film                   | 7044 Hollywood Blvd. |
| Ethel Merman                    | Musik eller inspelning | 1751 Vine Street     |
| Robert Merrill                  | Musik eller inspelning | 6763 Hollywood Blvd. |
| Al Michaels                     | Television             | 6667 Hollywood Blvd. |
| Lorne Michaels                  | Television             | 6627 Hollywood Blvd. |
| Oscar Micheaux                  | Film                   | 6721 Hollywood Blvd. |
| Bette Midler                    | Musik eller inspelning | 6922 Hollywood Blvd. |
| Luis Miguel                     | Musik eller inspelning | 7060 Hollywood Blvd. |
| David Milch                     | Television             | 6840 Hollywood Blvd. |
| Vera Miles                      | Television             | 1652 Vine Street     |
| Lewis Milestone                 | Film                   | 7021 Hollywood Blvd. |
| Ray Milland                     | Film                   | 1621 Vine Street     |
| Ray Milland                     | Television             | 1634 Vine Street     |
| Steve Miller Band               | se under "S"           | se under "S"         |
| Ann Miller                      | Film                   | 6914 Hollywood Blvd. |
| Bob Miller                      | Radio                  | 6763 Hollywood Blvd. |
| Glenn Miller                    | Musik eller inspelning | 6915 Hollywood Blvd. |
| Marilyn Miller                  | Film                   | 6301 Hollywood Blvd. |
| Marvin Miller                   | Television             | 6101 Hollywood Blvd. |
| Mitch Miller                    | Musik eller inspelning | 7013 Hollywood Blvd. |
| Mills Brothers                  | Musik eller inspelning | 7000 Hollywood Blvd. |
| Nathan Milstein                 | Musik eller inspelning | 6379 Hollywood Blvd. |
| Liza Minnelli                   | Teater                 | 7000 Hollywood Blvd. |
| Vincente Minnelli               | Film                   | 6676 Hollywood Blvd. |
| Mary Miles Minter               | Film                   | 1724 Vine Street     |
| Ken Minyard & Robert Arthur     | Radio                  | 6808 Hollywood Blvd. |
| The Miracles                    | Musik eller inspelning | 7060 Hollywood Blvd. |
| Carmen Miranda                  | Film                   | 6262 Hollywood Blvd. |
| Helen Mirren                    | Film                   | 6714 Hollywood Blvd. |
| Don Mischer                     | Television             | 7013 Hollywood Blvd. |
| Everett Mitchell                | Radio                  | 6254 Hollywood Blvd. |
| Guy Mitchell                    | Musik eller inspelning | 7000 Hollywood Blvd. |
| Thomas Mitchell                 | Film                   | 1651 Vine Street     |
| Thomas Mitchell                 | Television             | 6100 Hollywood Blvd. |
| Robert Mitchum                  | Film                   | 6240 Hollywood Blvd. |
| Tom Mix                         | Film                   | 1708 Vine Street     |
| Hal Mohr                        | Film                   | 6433 Hollywood Blvd. |
| Thelonious Monk                 | Musik eller inspelning | 7055 Hollywood Blvd. |
| The Monkees                     | Musik eller inspelning | 6675 Hollywood Blvd. |
| Marilyn Monroe                  | Film                   | 6774 Hollywood Blvd. |
| Vaughn Monroe                   | Radio                  | 1755 Vine Street     |
| Vaughn Monroe                   | Musik eller inspelning | 1600 Vine Street     |
| Ricardo Montalbán               | Television             | 7021 Hollywood Blvd. |
| Pierre Monteux                  | Musik eller inspelning | 1725 Vine Street     |
| Elizabeth Montgomery            | Television             | 6533 Hollywood Blvd. |
| George Montgomery               | Television             | 6301 Hollywood Blvd. |
| Robert Montgomery               | Film                   | 6440 Hollywood Blvd. |
| Robert Montgomery               | Television             | 1631 Vine Street     |
| Art Mooney                      | Musik eller inspelning | 6150 Hollywood Blvd. |
| Clayton Moore – The Lone Ranger | Television             | 6914 Hollywood Blvd. |
| Colleen Moore                   | Film                   | 1549 Vine Street     |
| Constance Moore                 | Film                   | 6270 Hollywood Blvd. |
| Del Moore                       | Television             | 6405 Hollywood Blvd. |
| Dudley Moore                    | Film                   | 7000 Hollywood Blvd. |
| Garry Moore                     | Radio                  | 1718 Vine Street     |
| Garry Moore                     | Television             | 1680 Vine Street     |
| Grace Moore                     | Film                   | 6274 Hollywood Blvd. |
| Julianne Moore                  | Film                   | 6250 Hollywood Blvd. |
| Mary Tyler Moore                | Television             | 7021 Hollywood Blvd. |
| Matt Moore                      | Film                   | 6301 Hollywood Blvd. |
| Owen Moore                      | Film                   | 6727 Hollywood Blvd. |
| Roger Moore                     | Film                   | 7007 Hollywood Blvd. |
| Terry Moore                     | Film                   | 7076 Hollywood Blvd. |
| Tom Moore                       | Film                   | 1640 Vine Street     |
| Victor Moore                    | Film                   | 6834 Hollywood Blvd. |
| Agnes Moorehead                 | Film                   | 1719 Vine Street     |
| Polly Moran                     | Film                   | 6300 Hollywood Blvd. |
| Antonio Moreno                  | Film                   | 6651 Hollywood Blvd. |
| Rita Moreno                     | Film                   | 7083 Hollywood Blvd. |
| Frank Morgan                    | Film                   | 1708 Vine Street     |
| Frank Morgan                    | Radio                  | 6700 Hollywood Blvd. |
| Henry Morgan                    | Radio                  | 6325 Hollywood Blvd. |
| Jane Morgan                     | Musik eller inspelning | 6914 Hollywood Blvd. |
| Michèle Morgan                  | Film                   | 1645 Vine Street     |
| Ralph Morgan                    | Film                   | 1617 Vine Street     |
| Robert W. Morgan                | Radio                  | 6841 Hollywood Blvd. |
| Russ Morgan                     | Musik eller inspelning | 1751 Vine Street     |
| Pat Morita                      | Film                   | 6633 Hollywood Blvd. |
| Doug Morris                     | Musik eller inspelning | 6259 Hollywood Blvd. |
| Carlton E. Morse                | Radio                  | 6445 Hollywood Blvd. |
| Ella Mae Morse                  | Musik eller inspelning | 1724 Vine Street     |
| Jerry Moss                      | Television             | 6933 Hollywood Blvd. |
| Mötley Crüe                     | Musik eller inspelning | 6752 Hollywood Blvd. |
| Mickey Mouse (Musse Pigg)       | Film                   | 6925 Hollywood Blvd. |
| Jack Mulhall                    | Film                   | 1724 Vine Street     |
| Jean Muir                       | Film                   | 6280 Hollywood Blvd. |
| Richard Mulligan                | Television             | 6777 Hollywood Blvd. |
| The Munchkins                   | Film                   | 6915 Hollywood Blvd. |
| Paul Muni                       | Film                   | 6433 Hollywood Blvd. |
| Ona Munson                      | Film                   | 6250 Hollywood Blvd. |
| The Muppets                     | Film                   | 6834 Hollywood Blvd. |
| Dennis Muren                    | Film                   | 6764 Hollywood Blvd. |
| Audie Murphy                    | Film                   | 1601 Vine Street     |
| Eddie Murphy                    | Film                   | 7000 Hollywood Blvd. |
| George Murphy                   | Film                   | 1601 Vine Street     |
| Anne Murray                     | Musik eller inspelning | 1750 Vine Street     |
| Charlie Murray                  | Film                   | 1719 Vine Street     |
| Charlie Murray                  | Film                   | 1719 Vine Street     |
| Don Murray                      | Film                   | 6385 Hollywood Blvd. |
| Jan Murray                      | Television             | 6153 Hollywood Blvd. |
| Ken Murray                      | Radio                  | 1724 Vine Street     |
| Mae Murray                      | Film                   | 6318 Hollywood Blvd. |
| Edward R. Murrow                | Radio                  | 6263 Hollywood Blvd. |
| Carmel Myers                    | Film                   | 1751 Vine Street     |
| Mike Myers                      | Film                   | 7046 Hollywood Blvd. |

## N
| Namn                   | Kategori               | Adress               |
| ---------------------- | ---------------------- | -------------------- |
| Jim Nabors             | Teater                 | 6435 Hollywood Blvd. |
| Conrad Nagel           | Film                   | 1719 Vine Street     |
| Conrad Nagel           | Radio                  | 1752 Vine Street     |
| Conrad Nagel           | Television             | 1752 Vine Street     |
| Stu Nahan              | Radio                  | 6549 Hollywood Blvd. |
| J. Carrol Naish        | Television             | 6145 Hollywood Blvd. |
| Nita Naldi             | Film                   | 6316 Hollywood Blvd. |
| Ogden Nash             | Television             | 6264 Hollywood Blvd. |
| Alla Nazimova          | Film                   | 6933 Hollywood Blvd. |
| Patricia Neal          | Film                   | 7018 Hollywood Blvd. |
| James L. Nederlander   | Teater                 | 6233 Hollywood Blvd. |
| Pola Negri             | Film                   | 6140 Hollywood Blvd. |
| Jean Negulesco         | Film                   | 6212 Hollywood Blvd. |
| Marshall Neilan        | Film                   | 6241 Hollywood Blvd. |
| Barry Nelson           | Television             | 6259 Hollywood Blvd. |
| David Nelson           | Television             | 1501 Vine Street     |
| Gene Nelson            | Film                   | 7005 Hollywood Blvd. |
| Harriet Nelson         | Television             | 6821 Hollywood Blvd. |
| Ozzie Nelson           | Television             | 6555 Hollywood Blvd. |
| Ozzie & Harriet Nelson | Radio                  | 6260 Hollywood Blvd. |
| Ricky Nelson           | Musik eller inspelning | 1515 Vine Street     |
| John Nesbitt           | Film                   | 1717 Vine Street     |
| John Nesbitt           | Radio                  | 6200 Hollywood Blvd. |
| Mace Neufeld           | Film                   | 6714 Hollywood Blvd. |

| Namn                  | Kategori               | Adress               |
| --------------------- | ---------------------- | -------------------- |
| New Kids on the Block | Musik eller inspelning | 7072 Hollywood Blvd. |
| Bob Newhart           | Television             | 6381 Hollywood Blvd. |
| Alfred Newman         | Musik eller inspelning | 1708 Vine Street     |
| Paul Newman           | Film                   | 7060 Hollywood Blvd. |
| Randy Newman          | Film                   | 6667 Hollywood Blvd. |
| Wayne Newton          | Musik eller inspelning | 6909 Hollywood Blvd. |
| Olivia Newton-John    | Musik eller inspelning | 6925 Hollywood Blvd. |
| Fred Niblo            | Film                   | 7014 Hollywood Blvd. |
| The Nicholas Brothers | Film                   | 7083 Hollywood Blvd. |
| Nichelle Nichols      | Television             | 6633 Hollywood Blvd. |
| Jack Nicholson        | Film                   | 6925 Hollywood Blvd. |
| Leslie Nielsen        | Film                   | 6541 Hollywood Blvd. |
| Chuck Niles           | Radio                  | 7080 Hollywood Blvd  |
| Ken Niles             | Radio                  | 6711 Hollywood Blvd. |
| Wendell Niles         | Radio                  | 1725 Vine Street     |
| Anna Q. Nilsson       | Film                   | 6150 Hollywood Blvd. |
| Leonard Nimoy         | Film                   | 6651 Hollywood Blvd. |
| David Niven           | Film                   | 6384 Hollywood Blvd. |
| David Niven           | Television             | 1623 Vine Street     |
| Marian Nixon          | Film                   | 1724 Vine Street     |
| Lloyd Nolan           | Television             | 1752 Vine Street     |
| Mabel Normand         | Film                   | 6821 Hollywood Blvd. |
| Chuck Norris          | Film                   | 7024 Hollywood Blvd. |
| Kim Novak             | Film                   | 6332 Hollywood Blvd. |
| Ramón Novarro         | Film                   | 6350 Hollywood Blvd. |

## O
| Namn             | Kategori   | Adress               |
| ---------------- | ---------- | -------------------- |
| Jack Oakie       | Film       | 6752 Hollywood Blvd. |
| Merle Oberon     | Film       | 6274 Hollywood Blvd. |
| Hugh O'Brian     | Television | 6613 Hollywood Blvd. |
| Dave O'Brien     | Film       | 6251 Hollywood Blvd. |
| Edmond O'Brien   | Film       | 1725 Vine Street     |
| Edmond O'Brien   | Television | 6523 Hollywood Blvd. |
| Eugene O'Brien   | Film       | 1620 Vine Street     |
| George O'Brien   | Film       | 6201 Hollywood Blvd. |
| Margaret O'Brien | Film       | 6606 Hollywood Blvd. |
| Margaret O'Brien | Television | 1634 Vine Street     |
| Pat O'Brien      | Film       | 1531 Vine Street     |
| Pat O'Brien      | Television | 6240 Hollywood Blvd. |
| Carroll O'Connor | Film       | 7080 Hollywood Blvd. |
| Donald O'Connor  | Film       | 1680 Vine Street     |
| Donald O'Connor  | Television | 7021 Hollywood Blvd. |
| Molly O'Day      | Film       | 1708 Vine Street     |
| Chris O'Donnell  | Television | 6681 Hollywood Blvd. |
| George O'Hanlon  | Film       | 6428 Hollywood Blvd. |

| Namn                       | Kategori               | Adress               |
| -------------------------- | ---------------------- | -------------------- |
| Maureen O'Hara             | Film                   | 7004 Hollywood Blvd. |
| Walter O'Keefe             | Radio                  | 6153 Hollywood Blvd. |
| Edna May Oliver            | Film                   | 1623 Vine Street     |
| Laurence Olivier           | Film                   | 6319 Hollywood Blvd. |
| Edward James Olmos         | Film                   | 7021 Hollywood Blvd. |
| Mary-Kate och Ashley Olsen | Television             | 6801 Hollywood Blvd. |
| Ed O'Neill                 | Television             | 7021 Hollywood Blvd. |
| Henry O'Neill              | Film                   | 6801 Hollywood Blvd. |
| Roy Orbison                | Musik eller inspelning | 1750 Vine Street     |
| Tony Orlando               | Musik eller inspelning | 6385 Hollywood Blvd. |
| Eugene Ormandy             | Musik eller inspelning | 6926 Hollywood Blvd. |
| Robert Osborne             | Television             | 1617 Vine Street     |
| Ozzy Osbourne              | Musik eller inspelning | 6780 Hollywood Blvd. |
| The Osmonds                | Musik eller inspelning | 7080 Hollywood Blvd. |
| Michael O'Shea             | Television             | 1680 Vine Street     |
| Maureen O’Sullivan         | Film                   | 6541 Hollywood Blvd. |
| Buck Owens                 | Musik eller inspelning | 6667 Hollywood Blvd. |
| Gary Owens                 | Radio                  | 6743 Hollywood Blvd. |

## P
| Namn                   | Kategori               | Adress               |
| ---------------------- | ---------------------- | -------------------- |
| Jack Paar              | Television             | 6212 Hollywood Blvd. |
| Ignacy Paderewski      | Musik eller inspelning | 6284 Hollywood Blvd. |
| Anita Page             | Film                   | 6116 Hollywood Blvd. |
| Patti Page             | Musik eller inspelning | 6760 Hollywood Blvd. |
| Janis Paige            | Film                   | 6624 Hollywood Blvd. |
| George Pal             | Film                   | 1720 Vine Street     |
| Jack Palance           | Television             | 6608 Hollywood Blvd. |
| Eugene Pallette        | Film                   | 6702 Hollywood Blvd. |
| Lilli Palmer           | Television             | 7013 Hollywood Blvd. |
| Gwyneth Paltrow        | Film                   | 6931 Hollywood Blvd. |
| Franklin Pangborn      | Film                   | 1500 Vine Street     |
| Eleanor Parker         | Film                   | 6340 Hollywood Blvd. |
| Frank Parker           | Radio                  | 6821 Hollywood Blvd. |
| Jean Parker            | Film                   | 6666 Hollywood Blvd. |
| Ray Parker, Jr.        | Musik eller inspelning | 7065 Hollywood Blvd. |
| Parkyakarkus           | Radio                  | 1708 Vine Street     |
| Helen Parrish          | Film                   | 6263 Hollywood Blvd. |
| Jim Parsons            | Television             | 6533 Hollywood Blvd. |
| Louella Parsons        | Film                   | 6418 Hollywood Blvd. |
| Louella Parsons        | Radio                  | 6300 Hollywood Blvd. |
| Dolly Parton           | Musik eller inspelning | 6712 Hollywood Blvd  |
| Joe Pasternak          | Film                   | 1541 N. Vine Street  |
| Les Paul och Mary Ford | Musik eller inspelning | 1541 Vine Street     |
| Katina Paxinou         | Film                   | 1651 Vine Street     |
| John Payne             | Film                   | 6125 Hollywood Blvd. |
| John Payne             | Television             | 6687 Hollywood Blvd. |
| Al Pearce              | Radio                  | 6328 Hollywood Blvd. |
| Jack Pearl             | Radio                  | 1680 Vine Street     |
| Drew Pearson           | Radio                  | 6623 Hollywood Blvd. |
| Harold Peary           | Radio                  | 1639 Vine Street     |
| Harold Peary           | Television             | 1719 Vine Street     |
| Gregory Peck           | Film                   | 6100 Hollywood Blvd. |
| Jan Peerce             | Musik eller inspelning | 1751 Vine Street     |
| Joe Penner             | Radio                  | 1752 Vine Street     |
| Penn & Teller          | Teater                 | 7003 Hollywood Blvd. |
| George Peppard         | Film                   | 6675 Hollywood Blvd. |
| Anthony Perkins        | Television             | 6801 Hollywood Blvd. |
| Anthony Perkins        | Film                   | 6821 Hollywood Blvd. |
| Gigi Perreau           | Television             | 6212 Hollywood Blvd. |
| Jack Perrin            | Film                   | 1777 Vine Street     |
| Bernadette Peters      | Teater                 | 6706 Hollywood Blvd. |
| Brock Peters           | Teater                 | 7000 Hollywood Blvd. |
| House Peters, Sr.      | Film                   | 6157 Hollywood Blvd. |
| Jon Peters             | Film                   | 6925 Hollywood Blvd. |
| Susan Peters           | Film                   | 1601 Vine Street     |
| William Petersen       | Television             | 6667 Hollywood Blvd. |
| Olga Petrova           | Film                   | 6562 Hollywood Blvd. |

| Namn                            | Kategori               | Adress               |
| ------------------------------- | ---------------------- | -------------------- |
| Tom Petty and the Heartbreakers | Musik eller inspelning | 7018 Hollywood Blvd. |
| Michelle Pfeiffer               | Film                   | 6801 Hollywood Blvd. |
| Regis Philbin                   | Television             | 6834 Hollywood Blvd. |
| Dorothy Phillips                | Film                   | 6358 Hollywood Blvd. |
| Jack Pickford                   | Film                   | 1523 Vine Street     |
| Mary Pickford                   | Film                   | 6280 Hollywood Blvd. |
| Walter Pidgeon                  | Film                   | 6414 Hollywood Blvd. |
| Webb Pierce                     | Musik eller inspelning | 1600 Vine Street     |
| Ezio Pinza                      | Musik eller inspelning | 1601 Vine Street     |
| ZaSu Pitts                      | Film                   | 6554 Hollywood Blvd. |
| Suzanne Pleshette               | Television             | 6751 Hollywood Blvd. |
| The Pointer Sisters             | Musik eller inspelning | 6363 Hollywood Blvd. |
| Sidney Poitier                  | Film                   | 7065 Hollywood Blvd. |
| Snub Pollard                    | Film                   | 6415 Hollywood Blvd  |
| Lily Pons                       | Musik eller inspelning | 7006 Hollywood Blvd. |
| Winnie the Pooh (Nalle Puh)     | Film                   | 6834 Hollywood Blvd. |
| Cole Porter                     | Musik eller inspelning | 7080 Hollywood Blvd. |
| H. C. Potter                    | Film                   | 6633 Hollywood Blvd. |
| David Powell                    | Film                   | 1651 Vine Street     |
| Dick Powell                     | Film                   | 6915 Hollywood Blvd. |
| Dick Powell                     | Television             | 6745 Hollywood Blvd. |
| Dick Powell                     | Radio                  | 1560 Vine Street     |
| Eleanor Powell                  | Film                   | 1541 Vine Street     |
| Jane Powell                     | Film                   | 6818 Hollywood Blvd. |
| William Powell                  | Film                   | 1636 Vine Street     |
| Tyrone Power                    | Film                   | 6747 Hollywood Blvd. |
| Mala Powers                     | Television             | 6360 Hollywood Blvd. |
| Stefanie Powers                 | Television             | 6776 Hollywood Blvd. |
| Pérez Prado                     | Musik eller inspelning | 1529 Vine Street     |
| Otto Preminger                  | Film                   | 6624 Hollywood Blvd. |
| Elvis Presley                   | Musik eller inspelning | 6777 Hollywood Blvd. |
| Marie Prevost                   | Film                   | 6201 Hollywood Blvd. |
| Vincent Price                   | Film                   | 6201 Hollywood Blvd. |
| Vincent Price                   | Television             | 6501 Hollywood Blvd. |
| Charley Pride                   | Musik eller inspelning | 7083 Hollywood Blvd. |
| Louis Prima                     | Musik eller inspelning | 1617 Vine Street     |
| William Primrose                | Musik eller inspelning | 6801 Hollywood Blvd. |
| Aileen Pringle                  | Film                   | 6723 Hollywood Blvd. |
| Freddie Prinze                  | Television             | 6755 Hollywood Blvd. |
| Jon Provost                     | Television             | 7080 Hollywood Blvd. |
| Richard Pryor                   | Film                   | 6438 Hollywood Blvd. |
| Tito Puente                     | Musik eller inspelning | 6933 Hollywood Blvd. |
| George Putnam                   | Television             | 6374 Hollywood Blvd. |
| Denver Pyle                     | Film                   | 7083 Hollywood Blvd. |

## Q
| Namn          | Kategori               | Adress               |
| ------------- | ---------------------- | -------------------- |
| Dennis Quaid  | Film                   | 7018 Hollywood Blvd. |
| Randy Quaid   | Film                   | 7000 Hollywood Blvd. |
| Queen         | Musik eller inspelning | 6356 Hollywood Blvd. |
| Anthony Quinn | Film                   | 6251 Hollywood Blvd. |

## R
| Namn                      | Kategori               | Adress               |
| ------------------------- | ---------------------- | -------------------- |
| Gilda Radner              | Television             | 6801 Hollywood Blvd. |
| George Raft               | Film                   | 6159 Hollywood Blvd. |
| George Raft               | Television             | 1500 Vine Street     |
| Luise Rainer              | Film                   | 6300 Hollywood Blvd. |
| Claude Rains              | Film                   | 6400 Hollywood Blvd. |
| Ella Raines               | Film                   | 7021 Hollywood Blvd. |
| John Raitt                | Teater                 | 6126 Hollywood Blvd. |
| Bonnie Raitt              | Musik eller inspelning | 1750 N. Vine Street  |
| Esther Ralston            | Film                   | 6664 Hollywood Blvd. |
| Vera Ralston              | Film                   | 1752 Vine Street     |
| Marjorie Rambeau          | Film                   | 6336 Hollywood Blvd. |
| Rascal Flatts             | Musik eller inspelning | 6664 Hollywood Blvd. |
| Basil Rathbone            | Film                   | 6549 Hollywood Blvd. |
| Basil Rathbone            | Radio                  | 6300 Hollywood Blvd. |
| Basil Rathbone            | Television             | 6915 Hollywood Blvd. |
| Gregory Ratoff            | Film                   | 6100 Hollywood Blvd. |
| Herbert Rawlinson         | Film                   | 6150 Hollywood Blvd. |
| Lou Rawls                 | Musik eller inspelning | 6931 Hollywood Blvd. |
| Charles Ray               | Film                   | 6355 Hollywood Blvd. |
| Johnnie Ray               | Musik eller inspelning | 6201 Hollywood Blvd. |
| Martha Raye               | Film                   | 6251 Hollywood Blvd. |
| Martha Raye               | Television             | 6547 Hollywood Blvd. |
| Gene Raymond              | Film                   | 7001 Hollywood Blvd. |
| Gene Raymond              | Television             | 1708 Vine Street     |
| Ronald Reagan             | Television             | 6374 Hollywood Blvd. |
| Helen Reddy               | Musik eller inspelning | 1750 Vine Street     |
| Sumner Redstone           | Film                   | 7000 Hollywood Blvd. |
| Donna Reed                | Film                   | 1612 Vine Street     |
| Della Reese               | Television             | 7060 Hollywood Blvd. |
| Christopher Reeve         | Film                   | 7021 Hollywood Blvd. |
| George Reeves             | Television             | 6709 Hollywood Blvd. |
| Keanu Reeves              | Film                   | 6801 Hollywood Blvd. |
| Wallace Reid              | Film                   | 6617 Hollywood Blvd  |
| Carl Reiner               | Television             | 6421 Hollywood Blvd. |
| Rob Reiner                | Film                   | 6421 Hollywood Blvd. |
| Irving Reis               | Film                   | 6912 Hollywood Blvd. |
| Ivan Reitman              | Film                   | 7024 Hollywood Blvd  |
| Lee Remick                | Film                   | 6104 Hollywood Blvd. |
| Duncan Renaldo            | Television             | 1680 Vine Street     |
| Henri René                | Musik eller inspelning | 1610 Vine Street     |
| Ray Rennahan              | Film                   | 6916 Hollywood Blvd. |
| Jean Renoir               | Film                   | 6212 Hollywood Blvd. |
| Burt Reynolds             | Film                   | 6838 Hollywood Blvd. |
| Debbie Reynolds           | Film                   | 6654 Hollywood Blvd. |
| Marjorie Reynolds         | Television             | 1525 Vine Street     |
| Quentin Reynolds          | Radio                  | 6225 Hollywood Blvd. |
| Grantland Rice            | Radio                  | 1632 Vine Street     |
| Tim Rice                  | Live performance       | 6243 Hollywood Blvd. |
| Irene Rich                | Film                   | 6225 Hollywood Blvd. |
| Irene Rich                | Radio                  | 6150 Hollywood Blvd. |
| Little Richard            | Musik eller inspelning | 6840 Hollywood Blvd. |
| Lionel Richie             | Musik eller inspelning | 7018 Hollywood Blvd. |
| Don Rickles               | Teater                 | 6834 Hollywood Blvd. |
| Nelson Riddle             | Musik eller inspelning | 6724 Hollywood Blvd. |
| Tommy och Betty Lou Riggs | Radio                  | 6164 Hollywood Blvd. |
| Rin Tin Tin               | Film                   | 1623 Vine Street     |
| Kelly Ripa                | Television             | 6834 Hollywood Blvd. |
| Robert Ripley             | Radio                  | 6400 Hollywood Blvd  |
| John Ritter               | Television             | 6631 Hollywood Blvd. |
| Tex Ritter                | Musik eller inspelning | 6631 Hollywood Blvd. |
| The Ritz Brothers         | Film                   | 6756 Hollywood Blvd. |
| Joan Rivers               | Television             | 7000 Hollywood Blvd. |

| Namn                       | Kategori               | Adress               |
| -------------------------- | ---------------------- | -------------------- |
| Hal Roach                  | Film                   | 1654 Vine Street     |
| Harold Robbins             | Film                   | 6743 Hollywood Blvd. |
| Marty Robbins              | Musik eller inspelning | 6666 Hollywood Blvd. |
| Tim Robbins                | Film                   | 6801 Hollywood Blvd. |
| Doris Roberts              | Television             | 7021 Hollywood Blvd. |
| Theodore Roberts           | Film                   | 6166 Hollywood Blvd. |
| Cliff Robertson            | Film                   | 6801 Hollywood Blvd. |
| Dale Robertson             | Television             | 6500 Hollywood Blvd. |
| Paul Robeson               | Film                   | 6660 Hollywood Blvd. |
| Edward G. Robinson         | Film                   | 6235 Hollywood Blvd. |
| Smokey Robinson            | Musik eller inspelning | 1500 N. Vine Street  |
| Mark Robson                | Film                   | 1720 Vine Street     |
| Eddie "Rochester" Anderson | Radio                  | 6513 Hollywood Blvd. |
| Chris Rock                 | Television             | 7021 Hollywood Blvd. |
| Gene Roddenberry           | Television             | 6683 Hollywood Blvd. |
| Kenny Rogers               | Musik eller inspelning | 6666 Hollywood Blvd. |
| Charles "Buddy" Rogers     | Film                   | 6135 Hollywood Blvd. |
| Fred "Mister" Rogers       | Television             | 6600 Hollywood Blvd. |
| Ginger Rogers              | Film                   | 6772 Hollywood Blvd. |
| Roy Rogers                 | Film                   | 1752 Vine Street     |
| Roy Rogers                 | Radio                  | 1733 Vine Street     |
| Roy Rogers                 | Television             | 1620 Vine Street     |
| Wayne Rogers               | Television             | 7018 Hollywood Blvd. |
| Will Rogers                | Film                   | 6401 Hollywood Blvd. |
| Will Rogers                | Radio                  | 6608 Hollywood Blvd. |
| Gilbert Roland             | Film                   | 6730 Hollywood Blvd. |
| Ruth Roland                | Film                   | 6260 Hollywood Blvd. |
| Ruth Roman                 | Television             | 6672 Hollywood Blvd. |
| Cesar Romero               | Film                   | 6615 Hollywood Blvd. |
| Cesar Romero               | Television             | 1719 Vine Street     |
| Jan och Mickey Rooney      | Teater                 | 6801 Hollywood Blvd. |
| Mickey Rooney              | Film                   | 1718 Vine Street     |
| Mickey Rooney              | Radio                  | 6372 Hollywood Blvd  |
| Mickey Rooney              | Television             | 6541 Hollywood Blvd  |
| David Rose                 | Musik eller inspelning | 6514 Hollywood Blvd. |
| Roseanne                   | Television             | 6767 Hollywood Blvd. |
| Diana Ross                 | Musik eller inspelning | 6712 Hollywood Blvd. |
| Lanny Ross                 | Radio                  | 6777 Hollywood Blvd  |
| Marion Ross                | Television             | 6420 Hollywood Blvd. |
| Robert Rossen              | Film                   | 6821 Hollywood Blvd. |
| Lillian Roth               | Film                   | 6330 Hollywood Blvd. |
| Dan Rowan och Dick Martin  | Television             | 7080 Hollywood Blvd. |
| Henry Rowland              | Television             | 6328 Hollywood Blvd. |
| Richard Rowland            | Film                   | 1549 Vine Street     |
| Alma Rubens                | Film                   | 6409 Hollywood Blvd. |
| Arthur Rubinstein          | Musik eller inspelning | 1737 Vine Street     |
| Paul Rudd                  | Film                   | 6834 Hollywood Blvd. |
| Evelyn Rudie               | Television             | 6800 Hollywood Blvd. |
| Charles Ruggles            | Film                   | 6264 Hollywood Blvd. |
| Charles Ruggles            | Radio                  | 6359 Hollywood Blvd. |
| Charles Ruggles            | Television             | 1630 Vine Street     |
| Wesley Ruggles             | Film                   | 6424 Hollywood Blvd. |
| Rugrats                    | Television             | 6600 Hollywood Blvd. |
| Rush                       | Musik eller inspelning | 6752 Hollywood Blvd. |
| Gail Russell               | Film                   | 6933 Hollywood Blvd. |
| Harold Russell             | Film                   | 6752 Hollywood Blvd. |
| Jane Russell               | Film                   | 6850 Hollywood Blvd. |
| Rosalind Russell           | Film                   | 1708 Vine Street     |
| Ann Rutherford             | Television             | 6333 Hollywood Blvd. |
| Ann Rutherford             | Film                   | 6834 Hollywood Blvd. |
| Winona Ryder               | Film                   | 7018 Hollywood Blvd. |

## S
| Namn                               | Kategori               | Adress               |
| ---------------------------------- | ---------------------- | -------------------- |
| Sabu                               | Film                   | 6251 Hollywood Blvd. |
| Katey Sagal                        | Television             | 7021 Hollywood Blvd. |
| Carole Bayer Sager                 | Musik eller inspelning | 7021 Hollywood Blvd. |
| Eva Marie Saint                    | Television             | 6730 Hollywood Blvd. |
| Eva Marie Saint                    | Film                   | 6624 Hollywood Blvd. |
| Susan Saint James                  | Television             | 1645 Vine Street     |
| Al St. John                        | Film                   | 6313 Hollywood Blvd. |
| Adela Rogers St. Johns             | Film                   | 6424 Hollywood Blvd. |
| Pat Sajak                          | Television             | 6200 Hollywood Blvd. |
| Soupy Sales                        | Television             | 7000 Hollywood Blvd. |
| George Sanders                     | Film                   | 1636 Vine Street     |
| George Sanders                     | Television             | 7007 Hollywood Blvd. |
| Julia Sanderson                    | Radio                  | 1620 Vine Street     |
| Adam Sandler                       | Film                   | 6262 Hollywood Blvd. |
| Mark Sandrich                      | Film                   | 1719 Vine Street     |
| Tommy Sands                        | Musik eller inspelning | 1560 Vine Street     |
| Isabel Sanford                     | Television             | 7080 Hollywood Blvd. |
| Isabel Sanford                     | Musik eller inspelning | 7080 Hollywood Blvd. |
| Carlos Santana                     | Musik eller inspelning | 7080 Hollywood Blvd. |
| Susan Sarandon                     | Film                   | 6801 Hollywood Blvd. |
| Cristina Saralegui                 | Television             | 7060 Hollywood Blvd. |
| Telly Savalas                      | Film                   | 6801 Hollywood Blvd. |
| Joseph Schenck                     | Film                   | 6757 Hollywood Blvd. |
| Victor Schertzinger                | Film                   | 1611 Vine Street     |
| Lalo Schifrin                      | Musik eller inspelning | 7000 Hollywood Blvd. |
| Joseph Schildkraut                 | Film                   | 6780 Hollywood Blvd. |
| George Schlatter                   | Television             | 7000 Hollywood Blvd. |
| Al Schmitt                         | Musik eller inspelning | 1750 Vine Street     |
| Ernest B. Schoedsack               | Film                   | 6270 Hollywood Blvd. |
| B. P. Schulberg                    | Film                   | 1500 Vine Street     |
| Charles M. Schulz                  | Television             | 7021 Hollywood Blvd. |
| Ernestine Schumann-Heink           | Musik eller inspelning | 6640 Hollywood Blvd. |
| Arnold Schwarzenegger              | Film                   | 6764 Hollywood Blvd. |
| Sherwood Schwartz                  | Television             | 6541 Hollywood Blvd. |
| Stephen Schwartz                   | Teater                 | 6233 Hollywood Blvd. |
| Martin Scorsese                    | Film                   | 6801 Hollywood Blvd. |
| Lizabeth Scott                     | Film                   | 1624 Vine Street     |
| Martha Scott                       | Teater                 | 6126 Hollywood Blvd. |
| Randolph Scott                     | Film                   | 6243 Hollywood Blvd. |
| Zachary Scott                      | Film                   | 6349 Hollywood Blvd. |
| Vin Scully                         | Radio                  | 6675 Hollywood Blvd. |
| Earl Scruggs                       | Musik eller inspelning | 7021 Hollywood Blvd. |
| Ryan Seacrest                      | Radio                  | 6801 Hollywood Blvd. |
| George Seaton                      | Film                   | 1752 Vine Street     |
| Dorothy Sebastian                  | Film                   | 6655 Hollywood Blvd. |
| Neil Sedaka                        | Musik eller inspelning | Sunset & Vine        |
| Edward Sedgwick                    | Film                   | 6801 Hollywood Blvd. |
| Kyra Sedgwick                      | Television             | 6356 Hollywood Blvd. |
| Bob Seger & The Silver Bullet Band | Musik eller inspelning | 1750 Vine Street     |
| William A. Seiter                  | Film                   | 6240 Hollywood Blvd. |
| William Selig                      | Film                   | 6116 Hollywood Blvd. |
| Tom Selleck                        | Film                   | 6925 Hollywood Blvd. |
| David O. Selznick                  | Film                   | 7000 Hollywood Blvd. |
| Lewis J. Selznick                  | Film                   | 6412 Hollywood Blvd. |
| Larry Semon                        | Film                   | 6933 Hollywood Blvd. |
| Mack Sennett                       | Film                   | 6710 Hollywood Blvd. |
| Rudolf Serkin                      | Musik eller inspelning | 1751 Vine Street     |
| Rod Serling                        | Television             | 6840 Hollywood Blvd. |
| Mark Serrurier                     | Film                   | 6667 Hollywood Blvd. |
| Dr. Seuss                          | Film                   | 6600 Hollywood Blvd. |
| Jane Seymour                       | Television             | 7000 Hollywood Blvd. |
| Shakira                            | Musik eller inspelning | 6270 Hollywood Blvd. |
| Leon Shamroy                       | Film                   | 6925 Hollywood Blvd. |
| William Shatner                    | Television             | 6901 Hollywood Blvd. |
| Artie Shaw                         | Musik eller inspelning | 1709 Vine Street     |
| Robert Shaw                        | Musik eller inspelning | 1559 Vine Street     |
| Norma Shearer                      | Film                   | 6636 Hollywood Blvd. |
| George Shearing                    | Musik eller inspelning | 1716 Vine Street     |
| Charlie Sheen                      | Film                   | 7021 Hollywood Blvd. |
| Martin Sheen                       | Film                   | 1500 Vine Street     |
| Judith Sheindlin (Judge Judy)      | Television             | 7065 Hollywood Blvd. |
| Sidney Sheldon                     | Television             | 6739 Hollywood Blvd. |
| Cybill Shepherd                    | Television             | 7000 Hollywood Blvd. |
| Ann Sheridan                       | Film                   | 7024 Hollywood Blvd. |
| The Sherman Brothers               | Film                   | 6918 Hollywood Blvd. |
| Bobby Sherwood                     | Television             | 1625 Vine Street     |
| Anne Shirley                       | Film                   | 7018 Hollywood Blvd. |
| Dinah Shore                        | Radio                  | 1751 Vine Street     |
| Dinah Shore                        | Musik eller inspelning | 6901 Hollywood Blvd. |
| Dinah Shore                        | Television             | 6916 Hollywood Blvd. |
| Shrek                              | Film                   | 6931 Hollywood Blvd. |
| George Sidney                      | Film                   | 6307 Hollywood Blvd. |
| Sylvia Sidney                      | Film                   | 6245 Hollywood Blvd. |
| Siegfried & Roy                    | Teater                 | 7060 Hollywood Blvd. |
| Beverly Sills                      | Musik eller inspelning | 1750 Vine Street     |
| Milton Sills                       | Film                   | 6263 Hollywood Blvd. |
| Joel Silver                        | Film                   | 6925 Hollywood Blvd. |
| Jay Silverheels                    | Television             | 6538 Hollywood Blvd. |
| Phil Silvers                       | Television             | 6370 Hollywood Blvd. |
| Ginny Simms                        | Radio                  | 6408 Hollywood Blvd. |
| The Simpsons                       | Television             | 7021 Hollywood Blvd. |
| Frank Sinatra                      | Film                   | 1600 Vine Street     |
| Frank Sinatra                      | Musik eller inspelning | 1637 Vine Street     |
| Frank Sinatra                      | Television             | 6538 Hollywood Blvd. |
| Nancy Sinatra                      | Musik eller inspelning | 7000 Hollywood Blvd. |
| John Singleton                     | Film                   | 6915 Hollywood Blvd. |
| Penny Singleton                    | Film                   | 6547 Hollywood Blvd. |
| Penny Singleton                    | Radio                  | 6811 Hollywood Blvd. |
| Red Skelton                        | Radio                  | 6763 Hollywood Blvd. |
| Red Skelton                        | Television             | 6650 Hollywood Blvd. |
| Slash                              | Musik eller inspelning | 6901 Hollywood Blvd. |
| Everett Sloane                     | Television             | 6254 Hollywood Blvd. |
| Edward Small                       | Film                   | 1501 Vine Street     |
| Tavis Smiley                       | Television             | 6270 Hollywood Blvd. |
| C. Aubrey Smith                    | Film                   | 6327 Hollywood Blvd. |
| Carl Smith                         | Musik eller inspelning | 1517 Vine Street     |
| Jack Smith                         | Radio                  | 6145 Hollywood Blvd. |
| Jaclyn Smith                       | Television             | 7000 Hollywood Blvd. |
| Joe Smith                          | Musik eller inspelning | 1750 N. Vine Street  |
| Kate Smith                         | Musik eller inspelning | 6157 Hollywood Blvd. |
| Kate Smith                         | Radio                  | 6145 Hollywood Blvd. |
| Keely Smith                        | Musik eller inspelning | 7080 Hollywood Blvd. |
| Pete Smith                         | Film                   | 1621 Vine Street     |

| Namn                          | Kategori                         | Adress                           |
| ----------------------------- | -------------------------------- | -------------------------------- |
| The Smothers Brothers         | Television                       | 6555 Hollywood Blvd.             |
| Wesley Snipes                 | Film                             | 7018 Hollywood Blvd.             |
| Snövit                        | Film                             | 6910 Hollywood Blvd.             |
| Marco Antonio Solís           | Musik eller inspelning           | 6931 Hollywood Blvd.             |
| Suzanne Somers                | Television                       | 7018 Hollywood Blvd.             |
| Sonny & Cher                  | Television                       | 7018 Hollywood Blvd.             |
| The Sons of the Pioneers      | Musik eller inspelning           | 6845 Hollywood Blvd.             |
| Ann Sothern                   | Film                             | 1612 Vine Street                 |
| Ann Sothern                   | Television                       | 1634 Vine Street                 |
| John Philip Sousa             | Musik eller inspelning           | 1500 Vine Street                 |
| Sissy Spacek                  | Film                             | 6834 Hollywood Blvd.             |
| Kevin Spacey                  | Film                             | 6801 Hollywood Blvd.             |
| David Spade                   | Film                             | 7018 Hollywood Blvd.             |
| Britney Spears                | Musik eller inspelning           | 6801 Hollywood Blvd.             |
| Aaron Spelling                | Television                       | 6667 Hollywood Blvd.             |
| Arthur Spiegel                | Film                             | 1680 Vine Street                 |
| Steven Spielberg              | Film                             | 6801 Hollywood Blvd.             |
| The Spinners                  | Musik eller inspelning           | 6723 Hollywood Blvd.             |
| Phil Spitalny                 | Radio                            | 6364 Hollywood Blvd.             |
| Rick Springfield              | Musik eller inspelning           | 7060 Hollywood Blvd.             |
| Robert Stack                  | Film                             | 7001 Hollywood Blvd.             |
| Hanley Stafford               | Radio                            | 1640 Vine Street                 |
| Jo Stafford                   | Radio                            | 1709 Vine Street                 |
| Jo Stafford                   | Musik eller inspelning           | 1625 Vine Street                 |
| Jo Stafford                   | Television                       | 6270 Hollywood Blvd.             |
| John M. Stahl                 | Film                             | 6546 Hollywood Blvd.             |
| Sylvester Stallone            | Film                             | 6712 Hollywood Blvd.             |
| John Stamos                   | Television                       | 7021 Hollywood Blvd.             |
| Barbara Stanwyck              | Film                             | 1751 Vine Street                 |
| Pauline Starke                | Film                             | 6125 Hollywood Blvd.             |
| Kay Starr                     | Musik eller inspelning           | 1716 Vine Street                 |
| Ringo Starr                   | Musik eller inspelning           | 1750 Vine Street                 |
| Ralph Staub                   | Film                             | 1752 Vine Street                 |
| Eleanor Steber                | Musik eller inspelning           | 1708 Vine Street                 |
| The Real Don Steele           | Radio                            | 7080 Hollywood Blvd.             |
| Mary Steenburgen              | Film                             | 7021 Hollywood Blvd.             |
| Rod Steiger                   | Film                             | 7080 Hollywood Blvd.             |
| Jules C. Stein                | Film                             | 6821 Hollywood Blvd.             |
| William Steinberg             | Musik eller inspelning           | 1645 Vine Street                 |
| Max Steiner                   | Film                             | 1559 Vine Street                 |
| Ford Sterling                 | Film                             | 6612 Hollywood Blvd.             |
| Jan Sterling                  | Film                             | 6638 Hollywood Blvd.             |
| Robert Sterling               | Television                       | 1709 Vine Street                 |
| Bill Stern                    | Radio                            | 6821 Hollywood Blvd.             |
| Isaac Stern                   | Musik eller inspelning           | 6540 Hollywood Blvd.             |
| Steve Miller Band             | Musik eller inspelning           | 1750 Vine Street                 |
| Connie Stevens                | Television                       | 6249 Hollywood Blvd.             |
| George Stevens                | Film                             | 1709 Vine Street                 |
| Mark Stevens                  | Television                       | 6637 Hollywood Blvd.             |
| Onslow Stevens                | Film                             | 6349 Hollywood Blvd.             |
| Anita Stewart                 | Film                             | 6724 Hollywood Blvd.             |
| James Stewart                 | Film                             | 1708 Vine Street                 |
| Patrick Stewart               | Teater                           | 7021 Hollywood Blvd.             |
| Rod Stewart                   | Musik eller inspelning           | 6801 Hollywood Blvd.             |
| Jerry Stiller och Anne Meara  | Television                       | 7018 Hollywood Blvd.             |
| Mauritz Stiller               | Film                             | 1713 Vine Street                 |
| Sting                         | Musik eller inspelning           | 6834 Hollywood Blvd.             |
| Frederick Stock               | Musik eller inspelning           | 1547 Vine Street                 |
| Leopold Stokowski             | Musik eller inspelning           | 1600 Vine Street                 |
| Dean Stockwell                | Film                             | 7000 Hollywood Blvd.             |
| Mike Stoller och Jerry Leiber | se Jerry Leiber och Mike Stoller | se Jerry Leiber och Mike Stoller |
| Morris Stoloff                | Musik eller inspelning           | 6702 Hollywood Blvd.             |
| Andrew L. Stone               | Film                             | 6777 Hollywood Blvd.             |
| Cliffie Stone                 | Radio                            | 1501 Vine Street                 |
| Ezra Stone                    | Radio                            | 1634 Vine Street                 |
| Fred Stone                    | Film                             | 1634 Vine Street                 |
| George E. Stone               | Film                             | 6932 Hollywood Blvd.             |
| Lewis Stone                   | Film                             | 6526 Hollywood Blvd.             |
| Milburn Stone                 | Film                             | 6823 Hollywood Blvd.             |
| Oliver Stone                  | Film                             | 7013 Hollywood Blvd.             |
| Sharon Stone                  | Film                             | 6925 Hollywood Blvd.             |
| Edith Storey                  | Film                             | 1523 Vine Street                 |
| Gale Storm                    | Radio                            | 6119 Hollywood Blvd.             |
| Gale Storm                    | Musik eller inspelning           | 1519 Vine Street                 |
| Gale Storm                    | Television                       | 1680 Vine Street                 |
| Bill Stout                    | Television                       | 1500 Vine Street                 |
| Lee Strasberg                 | Film                             | 6757 Hollywood Blvd.             |
| Igor Stravinsky               | Radio                            | 6340 Hollywood Blvd.             |
| Meryl Streep                  | Film                             | 7018 Hollywood Blvd.             |
| Barbra Streisand              | Film                             | 6925 Hollywood Blvd.             |
| Strongheart                   | Film                             | 1724 Vine Street                 |
| Gloria Stuart                 | Film                             | 6714 Hollywood Blvd.             |
| John Sturges                  | Film                             | 6511 Hollywood Blvd.             |
| Preston Sturges               | Film                             | 1601 Vine Street                 |
| Margaret Sullavan             | Film                             | 1751 Vine Street                 |
| Barry Sullivan                | Film                             | 6160 Hollywood Blvd.             |
| Barry Sullivan                | Television                       | 1500 Vine Street                 |
| Ed Sullivan                   | Television                       | 6101 Hollywood Blvd.             |
| Yma Sumac                     | Musik eller inspelning           | 6445 Hollywood Blvd.             |
| Donna Summer                  | Musik eller inspelning           | 7000 Hollywood Blvd.             |
| Slim Summerville              | Film                             | 6409 Hollywood Blvd.             |
| KC & the Sunshine Band        | Musik eller inspelning           | 7080 Hollywood Blvd.             |
| The Supremes                  | Musik eller inspelning           | 7060 Hollywood Blvd.             |
| Donald Sutherland             | Film                             | 7024 Hollywood Blvd.             |
| Kiefer Sutherland             | Television                       | 7024 Hollywood Blvd.             |
| Mack Swain                    | Film                             | 1500 Vine Street                 |
| Hilary Swank                  | Film                             | 6925 Hollywood Blvd.             |
| Gloria Swanson                | Television                       | 6301 Hollywood Blvd.             |
| Gloria Swanson                | Film                             | 6750 Hollywood Blvd.             |
| Gladys Swarthout              | Musik eller inspelning           | 6290 Hollywood Blvd.             |
| Patrick Swayze                | Film                             | 7021 Hollywood Blvd.             |
| Blanche Sweet                 | Film                             | 1751 Vine Street                 |
| Loretta Swit                  | Television                       | 6240 Hollywood Blvd.             |
| Joseph Szigeti                | Musik eller inspelning           | 6600 Hollywood Blvd.             |

## T
| Namn                    | Kategori               | Adress               |
| ----------------------- | ---------------------- | -------------------- |
| George Takei            | Television             | 6681 Hollywood Blvd. |
| Mabel Taliaferro        | Film                   | 6720 Hollywood Blvd. |
| Constance Talmadge      | Film                   | 6300 Hollywood Blvd. |
| Norma Talmadge          | Film                   | 1500 Vine Street     |
| Akim Tamiroff           | Film                   | 1634 Vine Street     |
| Jessica Tandy           | Film                   | 6284 Hollywood Blvd. |
| Norman Taurog           | Film                   | 1600 Vine Street     |
| Elizabeth Taylor        | Film                   | 6336 Hollywood Blvd. |
| Estelle Taylor          | Film                   | 1620 Vine Street     |
| Kent Taylor             | Television             | 6818 Hollywood Blvd. |
| Rip Taylor              | Teater                 | 6625 Hollywood Blvd. |
| Robert Taylor           | Film                   | 1500 Vine Street     |
| Ruth Ashton Taylor      | Television             | 1540 Vine Street     |
| Renata Tebaldi          | Musik eller inspelning | 6628 Hollywood Blvd. |
| Teller                  | se Penn & Teller       | se Penn & Teller     |
| Shirley Temple          | Film                   | 1500 Vine Street     |
| Alec Templeton          | Radio                  | 1724 Vine Street     |
| The Temptations         | Musik eller inspelning | 7060 Hollywood Blvd. |
| Alice Terry             | Film                   | 6626 Hollywood Blvd. |
| John Tesh               | Television             | 7021 Hollywood Blvd. |
| Irving Thalberg         | Film                   | 7006 Hollywood Blvd. |
| Thalía                  | Musik eller inspelning | 6262 Hollywood Blvd. |
| Phyllis Thaxter         | Film                   | 6531 Hollywood Blvd. |
| Blanche Thebom          | Musik eller inspelning | 1651 Vine Street     |
| Charlize Theron         | Film                   | 6801 Hollywood Blvd. |
| Bob Thomas              | Film                   | 6841 Hollywood Blvd. |
| Danny Thomas            | Television             | 6901 Hollywood Blvd. |
| Jay Thomas              | Radio                  | 6161 Hollywood Blvd. |
| John Charles Thomas     | Musik eller inspelning | 6933 Hollywood Blvd. |
| Lowell Thomas           | Film                   | 6433 Hollywood Blvd. |
| Lowell Thomas           | Radio                  | 1752 Vine Street     |
| Marlo Thomas            | Television             | 6904 Hollywood Blvd. |
| Bill Thompson           | Radio                  | 7021 Hollywood Blvd. |
| Emma Thompson           | Film                   | 6714 Hollywood Blvd. |
| Fred Thomson            | Film                   | 6850 Hollywood Blvd. |
| Billy Bob Thornton      | Film                   | 6801 Hollywood Blvd. |
| Richard Thorpe          | Film                   | 6101 Hollywood Blvd. |
| The Three Stooges       | Film                   | 1560 Vine Street     |
| Lawrence Tibbett        | Musik eller inspelning | 6325 Hollywood Blvd. |
| Gene Tierney            | Film                   | 6125 Hollywood Blvd. |
| Tinker Bell (Tingeling) | Film                   | 6834 Hollywood Blvd. |
| Steve Tisch             | Film                   | 6522 Hollywood Blvd. |

| Namn              | Kategori               | Adress               |
| ----------------- | ---------------------- | -------------------- |
| Genevieve Tobin   | Film                   | 6119 Hollywood Blvd. |
| Thelma Todd       | Film                   | 6262 Hollywood Blvd. |
| Franchot Tone     | Film                   | 6560 Hollywood Blvd. |
| Regis Toomey      | Film                   | 7021 Hollywood Blvd. |
| Mel Tormé         | Musik eller inspelning | 1541 Vine Street     |
| David Torrence    | Film                   | 6564 Hollywood Blvd. |
| Ernest Torrence   | Film                   | 6801 Hollywood Blvd. |
| Arturo Toscanini  | Radio                  | 6336 Hollywood Blvd. |
| Arturo Toscanini  | Musik eller inspelning | 6725 Hollywood Blvd. |
| Maurice Tourneur  | Film                   | 6243 Hollywood Blvd. |
| Lee Tracy         | Film                   | 1638 Vine Street     |
| Spencer Tracy     | Film                   | 6814 Hollywood Blvd. |
| Helen Traubel     | Musik eller inspelning | 6422 Hollywood Blvd. |
| Fred Travalena    | Television             | 7018 Hollywood Blvd. |
| Randy Travis      | Musik eller inspelning | 7021 Hollywood Blvd. |
| John Travolta     | Film                   | 6901 Hollywood Blvd. |
| Arthur Treacher   | Film                   | 6274 Hollywood Blvd. |
| Alex Trebek       | Television             | 6501 Hollywood Blvd. |
| Claire Trevor     | Film                   | 6933 Hollywood Blvd. |
| Laurence Trimble  | Film                   | 6340 Hollywood Blvd. |
| Ernest Truex      | Television             | 6721 Hollywood Blvd. |
| Donald Trump      | Television             | 6801 Hollywood Blvd. |
| Ernest Tubb       | Musik eller inspelning | 1751 Vine Street     |
| Forrest Tucker    | Film                   | 6385 Hollywood Blvd. |
| Sophie Tucker     | Film                   | 6321 Hollywood Blvd. |
| Tom Tully         | Film                   | 6119 Hollywood Blvd. |
| Charlie Tuna      | Radio                  | 1560 Vine Street     |
| Tommy Tune        | Teater                 | 1777 Vine Street     |
| Lana Turner       | Film                   | 6241 Hollywood Blvd. |
| Ted Turner        | Film                   | 7000 Hollywood Blvd. |
| Tina Turner       | Musik eller inspelning | 1750 N. Vine Street  |
| Ben Turpin        | Film                   | 1651 Vine Street     |
| Lurene Tuttle     | Radio                  | 1760 Vine Street     |
| Lurene Tuttle     | Television             | 7011 Hollywood Blvd. |
| Shania Twain      | Musik eller inspelning | 6270 Hollywood Blvd. |
| Helen Twelvetrees | Film                   | 6263 Hollywood Blvd. |
| Cicely Tyson      | Film                   | 7080 Hollywood Blvd. |

## U
| Namn         | Kategori   | Adress               |
| ------------ | ---------- | -------------------- |
| Robert Urich | Television | 7083 Hollywood Blvd. |

## V
| Namn              | Kategori               | Adress               |
| ----------------- | ---------------------- | -------------------- |
| Vera Vague        | Film                   | 1720 Vine Street     |
| Vera Vague        | Radio                  | 1639 Vine Street     |
| Ritchie Valens    | Musik eller inspelning | 6733 Hollywood Blvd. |
| Jack Valenti      | Film                   | 7000 Hollywood Blvd. |
| Rudolph Valentino | Film                   | 6164 Hollywood Blvd. |
| Rudy Vallée       | Radio                  | 1632 Vine Street     |
| Virginia Valli    | Film                   | 6125 Hollywood Blvd. |
| Mamie Van Doren   | Film                   | 7057 Hollywood Blvd. |
| Luther Vandross   | Musik eller inspelning | 1717 Vine Street     |
| Dick Van Dyke     | Television             | 7021 Hollywood Blvd. |
| W. S. Van Dyke    | Film                   | 6141 Hollywood Blvd. |
| Jo Van Fleet      | Film                   | 7010 Hollywood Blvd. |
| Dick Van Patten   | Television             | 1541 N. Vine Street  |
| Vivian Vance      | Television             | 7000 Hollywood Blvd. |
| Sarah Vaughan     | Musik eller inspelning | 1724 Vine Street     |

| Namn                     | Kategori               | Adress               |
| ------------------------ | ---------------------- | -------------------- |
| Robert Vaughn            | Film                   | 6633 Hollywood Blvd  |
| Lupe Vélez               | Film                   | 6927 Hollywood Blvd. |
| Evelyn Venable           | Film                   | 1500 Vine Street     |
| Billy Vera               | Musik eller inspelning | 1770 Vine Street     |
| Vera-Ellen               | Film                   | 7083 Hollywood Blvd. |
| Elena Verdugo            | Television             | 1709 Vine Street     |
| Sofía Vergara            | Television             | 7013 Hollywood Blvd. |
| Bobby Vernon             | Film                   | 6825 Hollywood Blvd. |
| Victoria's Secret Angels | Special                | 6800 Hollywood Blvd. |
| Charles Vidor            | Film                   | 6676 Hollywood Blvd. |
| King Vidor               | Film                   | 6743 Hollywood Blvd. |
| Village People           | Musik eller inspelning | 6529 Hollywood Blvd. |
| Gene Vincent             | Musik eller inspelning | 1749 N.Vine St.      |
| Helen Vinson             | Film                   | 1560 Vine Street     |
| Bobby Vinton             | Musik eller inspelning | 6916 Hollywood Blvd. |
| Josef von Sternberg      | Film                   | 6401 Hollywood Blvd. |
| Erich von Stroheim       | Film                   | 6826 Hollywood Blvd. |
| Harry von Zell           | Radio                  | 6521 Hollywood Blvd. |

## W
| Namn                           | Kategori               | Adress               |
| ------------------------------ | ---------------------- | -------------------- |
| Lindsay Wagner                 | Television             | 6767 Hollywood Blvd. |
| Robert Wagner                  | Film                   | 7021 Hollywood Blvd. |
| Roger Wagner                   | Musik eller inspelning | 7003 Hollywood Blvd. |
| Mark Wahlberg                  | Film                   | 6259 Hollywood Blvd. |
| Jimmy Wakely                   | Musik eller inspelning | 1680 Vine Street     |
| Clint Walker                   | Television             | 1505 Vine Street     |
| Robert Walker                  | Film                   | 1709 Vine Street     |
| Mike Wallace                   | Television             | 6263 Hollywood Blvd. |
| Richard Wallace                | Film                   | 1560 Vine Street     |
| Mark Wallengren och Kim Amidon | Radio                  | 6834 Hollywood Blvd. |
| Jimmy Wallington               | Radio                  | 6660 Hollywood Blvd. |
| Raoul Walsh                    | Film                   | 6135 Hollywood Blvd. |
| Ray Walston                    | Teater                 | 7070 Hollywood Blvd. |
| Bruno Walter                   | Musik eller inspelning | 6902 Hollywood Blvd. |
| Barbara Walters                | Television             | 6801 Hollywood Blvd. |
| Charles Walters                | Film                   | 6402 Hollywood Blvd. |
| Henry B. Walthall              | Film                   | 6201 Hollywood Blvd. |
| Christoph Waltz                | Film                   | 6667 Hollywood Blvd. |
| Joseph Wapner                  | Television             | 6922 Hollywood Blvd. |
| Jay Ward                       | Television             | 7080 Hollywood Blvd. |
| Fred Waring                    | Radio                  | 6556 Hollywood Blvd. |
| Fred Waring                    | Musik eller inspelning | 6300 Hollywood Blvd. |
| Fred Waring                    | Television             | 1751 Vine Street     |
| H.B. Warner                    | Film                   | 6600 Hollywood Blvd. |
| Harry Warner                   | Film                   | 6441 Hollywood Blvd. |
| Jack Warner                    | Film                   | 6541 Hollywood Blvd. |
| Sam Warner                     | Film                   | 6201 Hollywood Blvd. |
| Diane Warren                   | Musik eller inspelning | 7021 Hollywood Blvd. |
| Ruth Warrick                   | Film                   | 6689 Hollywood Blvd. |
| Dionne Warwick                 | Musik eller inspelning | 6922 Hollywood Blvd. |
| Lew Wasserman                  | Film                   | 6925 Hollywood Blvd. |
| Willard Waterman               | Radio                  | 1601 Vine Street     |
| Sam Waterston                  | Television             | 7040 Hollywood Blvd. |
| Watsonfamiljen                 | Film                   | 6674 Hollywood Blvd. |
| John Wayne                     | Film                   | 1541 Vine Street     |
| Dennis Weaver                  | Television             | 6822 Hollywood Blvd. |
| Sigourney Weaver               | Film                   | 7021 Hollywood Blvd. |
| Clifton Webb                   | Film                   | 6850 Hollywood Blvd  |
| Jack Webb                      | Radio                  | 7040 Hollywood Blvd. |
| Jack Webb                      | Television             | 6278 Hollywood Blvd. |
| Richard Webb                   | Television             | 7059 Hollywood Blvd. |
| Lois Weber                     | Film                   | 6518 Hollywood Blvd. |
| Ted Weems                      | Musik eller inspelning | 1680 Vine Street     |
| Jerry Weintraub                | Film                   | 6931 Hollywood Blvd. |
| Johnny Weissmuller             | Television             | 6541 Hollywood Blvd. |
| Raquel Welch                   | Film                   | 7021 Hollywood Blvd. |
| Lawrence Welk                  | Musik eller inspelning | 6613 Hollywood Blvd  |
| Lawrence Welk                  | Television             | 1601 Vine Street     |
| Orson Welles                   | Film                   | 1600 Vine Street     |
| Orson Welles                   | Radio                  | 6552 Hollywood Blvd. |
| William A. Wellman             | Film                   | 6125 Hollywood Blvd. |
| John Wells                     | Television             | 6533 Hollywood Blvd. |
| Bill Welsh                     | Television             | 6362 Hollywood Blvd. |
| Adam West                      | Television             | 6764 Hollywood Blvd. |
| Mae West                       | Film                   | 1560 Vine Street     |
| Westmorefamiljen               | Film                   | 1645 Vine Street     |
| Paul Weston                    | Musik eller inspelning | 1535 Vine Street     |
| Haskell Wexler                 | Film                   | 7070 Hollywood Blvd. |
| Forest Whitaker                | Film                   | 6801 Hollywood Blvd. |
| Alice White                    | Film                   | 1511 Vine Street     |
| Barry White                    | Musik eller inspelning | 6914 Hollywood Blvd. |
| Betty White                    | Television             | 6747 Hollywood Blvd. |
| Jack White                     | Film                   | 6366 Hollywood Blvd. |
| Jules White                    | Film                   | 1559 Vine Street     |
| Pearl White                    | Film                   | 6838 Hollywood Blvd. |
| Vanna White                    | Television             | 7018 Hollywood Blvd. |
| Paul Whiteman                  | Musik eller inspelning | 6157 Hollywood Blvd. |
| Paul Whiteman                  | Radio                  | 1601 Vine Street     |
| Barbara Whiting Smith          | Television             | 6443 Hollywood Blvd. |
| Margaret Whiting               | Musik eller inspelning | 6623 Hollywood Blvd. |
| Slim Whitman                   | Musik eller inspelning | 1709 Vine Street     |
| Stuart Whitman                 | Film                   | 7083 Hollywood Blvd  |
| James Whitmore                 | Television             | 6611 Hollywood Blvd  |
| Dick Whittinghill              | Radio                  | 6384 Hollywood Blvd. |
| Richard Widmark                | Film                   | 6800 Hollywood Blvd. |

| Namn                   | Kategori               | Adress               |
| ---------------------- | ---------------------- | -------------------- |
| Henry Wilcoxon         | Film                   | 6256 Hollywood Blvd. |
| Cornel Wilde           | Film                   | 1635 Vine Street     |
| Billy Wilder           | Film                   | 1751 Vine Street     |
| Tichi Wilkerson Kassel | Film                   | 7000 Hollywood Blvd. |
| Warren William         | Film                   | 1559 Vine Street     |
| Andy Williams          | Musik eller inspelning | 6667 Hollywood Blvd. |
| Bill Williams          | Television             | 6145 Hollywood Blvd. |
| Billy Dee Williams     | Film                   | 1521 Vine Street     |
| Cindy Williams         | Television             | 7021 Hollywood Blvd  |
| Earle Williams         | Film                   | 1560 Vine Street     |
| Esther Williams        | Film                   | 1560 Vine Street     |
| Guy Williams           | Film                   | 7080 Hollywood Blvd. |
| Hank Williams          | Musik eller inspelning | 6400 Hollywood Blvd. |
| Joe Williams           | Musik eller inspelning | 6508 Hollywood Blvd. |
| Kathlyn Williams       | Film                   | 7038 Hollywood Blvd  |
| Paul Williams          | Musik eller inspelning | 6931 Hollywood Blvd. |
| Pharrell Williams      | Musik eller inspelning | 6270 Hollywood Blvd. |
| Robin Williams         | Film                   | 6925 Hollywood Blvd. |
| Roger Williams         | Musik eller inspelning | 1533 Vine Street     |
| Tex Williams           | Radio                  | 6412 Hollywood Blvd. |
| Vanessa Williams       | Musik eller inspelning | 7000 Hollywood Blvd. |
| Dave Willock           | Television             | 6358 Hollywood Blvd. |
| Bruce Willis           | Film                   | 6915 Hollywood Blvd. |
| Chill Wills            | Film                   | 6923 Hollywood Blvd. |
| Meredith Willson       | Radio                  | 6411 Hollywood Blvd  |
| Carey Wilson           | Film                   | 6301 Hollywood Blvd. |
| Don Wilson             | Radio                  | 1500 Vine Street     |
| Lois Wilson            | Film                   | 6933 Hollywood Blvd. |
| Marie Wilson           | Radio                  | 6301 Hollywood Blvd. |
| Marie Wilson           | Television             | 6765 Hollywood Blvd. |
| Marie Wilson           | Film                   | 6601 Hollywood Blvd. |
| Nancy Wilson           | Musik eller inspelning | 6541 Hollywood Blvd. |
| BeBe & CeCe Winans     | Musik eller inspelning | 6126 Hollywood Blvd. |
| Paul Winchell          | Television             | 6333 Hollywood Blvd. |
| Walter Winchell        | Radio                  | 6714 Hollywood Blvd. |
| Walter Winchell        | Television             | 1645 Vine Street     |
| Claire Windsor         | Film                   | 7021 Hollywood Blvd. |
| Marie Windsor          | Film                   | 1549 N. Vine Street  |
| Toby Wing              | Film                   | 6561 Hollywood Blvd. |
| Henry Winkler          | Television             | 6235 Hollywood Blvd. |
| Irwin Winkler          | Film                   | 6801 Hollywood Blvd. |
| Charles Winninger      | Radio                  | 6333 Hollywood Blvd. |
| Kate Winslet           | Film                   | 6262 Hollywood Blvd. |
| Stan Winston           | Film                   | 6522 Hollywood Blvd. |
| Hugo Winterhalter      | Musik eller inspelning | 1600 Vine Street     |
| Jonathan Winters       | Television             | 6290 Hollywood Blvd. |
| Shelley Winters        | Film                   | 1752 Vine Street     |
| Robert Wise            | Film                   | 6340 Hollywood Blvd. |
| Jane Withers           | Film                   | 6119 Hollywood Blvd. |
| Reese Witherspoon      | Film                   | 6262 Hollywood Blvd. |
| Dick Wolf              | Television             | 7040 Hollywood Blvd. |
| David L. Wolper        | Television             | Sunset & Vine        |
| Stevie Wonder          | Musik eller inspelning | 7050 Hollywood Blvd. |
| Anna May Wong          | Film                   | 1708 Vine Street     |
| Natalie Wood           | Film                   | 7000 Hollywood Blvd. |
| Sam Wood               | Film                   | 6714 Hollywood Blvd. |
| Woody Woodpecker       | Film                   | 7000 Hollywood Blvd. |
| Donald Woods           | Television             | 6260 Hollywood Blvd. |
| James Woods            | Film                   | 7021 Hollywood Blvd. |
| Joanne Woodward        | Film                   | 6801 Hollywood Blvd. |
| Monty Woolley          | Television             | 6542 Hollywood Blvd. |
| Fay Wray               | Film                   | 6349 Hollywood Blvd. |
| Teresa Wright          | Film                   | 1680 Vine Street     |
| Teresa Wright          | Television             | 6405 Hollywood Blvd. |
| Jane Wyatt             | Television             | 6350 Hollywood Blvd. |
| William Wyler          | Film                   | 1731 Vine Street     |
| Jane Wyman             | Film                   | 6607 Hollywood Blvd. |
| Jane Wyman             | Television             | 1620 Vine Street     |
| Ed Wynn                | Film                   | 1541 Vine Street     |
| Ed Wynn                | Radio                  | 6333 Hollywood Blvd. |
| Ed Wynn                | Television             | 6426 Hollywood Blvd. |
| Keenan Wynn            | Television             | 1515 Vine Street     |

## X
| Ingen ännu |

## Y
| Namn                | Kategori               | Adress               |
| ------------------- | ---------------------- | -------------------- |
| Dwight Yoakam       | Musik eller inspelning | 7021 Hollywood Blvd. |
| Michael York        | Film                   | 6385 Hollywood Blvd. |
| Alan Young          | Radio                  | 6927 Hollywood Blvd. |
| Carleton G. Young   | Radio                  | 6733 Hollywood Blvd. |
| Clara Kimball Young | Film                   | 6513 Hollywood Blvd. |
| Gig Young           | Television             | 6821 Hollywood Blvd. |
| Loretta Young       | Film                   | 6100 Hollywood Blvd. |
| Loretta Young       | Television             | 6135 Hollywood Blvd. |
| Robert Young        | Film                   | 6933 Hollywood Blvd. |
| Robert Young        | Radio                  | 1620 Vine Street     |
| Robert Young        | Television             | 6360 Hollywood Blvd. |
| Roland Young        | Film                   | 6523 Hollywood Blvd. |
| Roland Young        | Television             | 6315 Hollywood Blvd. |
| Victor Young        | Musik eller inspelning | 6363 Hollywood Blvd. |

## Z
| Namn                 | Kategori   | Adress               |
| -------------------- | ---------- | -------------------- |
| Florian ZaBach       | Television | 6505 Hollywood Blvd. |
| Darryl F. Zanuck     | Film       | 6336 Hollywood Blvd. |
| Richard D. Zanuck    | Film       | 6915 Hollywood Blvd. |
| Carmen Zapata        | Teater     | 6357 Hollywood Blvd. |
| Renée Zellweger      | Film       | 7000 Hollywood Blvd. |
| Robert Zemeckis      | Film       | 6925 Hollywood Blvd. |
| Efrem Zimbalist, Jr. | Television | 7095 Hollywood Blvd. |
| Hans Zimmer          | Film       | 6908 Hollywood Blvd. |
| Fred Zinnemann       | Film       | 6629 Hollywood Blvd. |
| Adolph Zukor         | Film       | 1617 Vine Street.    |